# 淀屋橋駅
淀屋橋駅（よどやばしえき）は、大阪府大阪市中央区北浜三丁目にある、大阪市高速電気軌道 (Osaka Metro) と京阪電気鉄道（京阪）の駅である。
Osaka Metroの駅番号はM17。京阪電気鉄道の駅番号はKH01。

## 概要
Osaka Metro御堂筋線と京阪本線の2路線が乗り入れる。京阪本線の起点駅であり、京阪電車においては大阪環状線の乗り換え駅である京橋駅とともに大阪側のターミナル駅である。もともとは2駅東に位置する天満橋駅が京阪本線の起点であったが、1963年に大阪の大動脈である地下鉄御堂筋線に接続する形で地下化・延伸された。
駅の北側に架かる淀屋橋という橋梁が駅名の由来であり、当駅周辺の地域名にもなっている。Osaka Metroでは大阪市役所の最寄駅として、大阪市が公式に最寄駅と案内しているが、京阪では京阪中之島線大江橋駅のほうが大阪市役所に近い。
駅周辺は中之島・堂島・北浜・船場といった江戸時代から続く大阪の中心市街地が広がり、梅田と並ぶ大阪を代表するビジネス街・中心業務地区（CBD）である。
古くから大阪経済の中心地であったことから、日本銀行大阪支店や大阪市中央公会堂、大阪府立中之島図書館、三井住友銀行大阪本店ビル（旧住友ビルディング）など数多くの歴史的な建造物が立ち並ぶ。駅の南西は三井住友銀行大阪本店ビルや住友ビルディングを中心に、住友グループ（旧住友財閥）各社の本社が集積しており、俗に「住友村」と呼ばれている。

## 歴史
| 開業の頃の市営地下鉄淀屋橋駅 |  | 開業の頃の市営地下鉄淀屋橋駅 |
| 開業の頃の市営地下鉄淀屋橋駅 |  |                              |

- 1933年（昭和8年）5月20日：大阪市営地下鉄1号線（御堂筋線）梅田（仮） - 心斎橋間開通と同時に市営地下鉄の淀屋橋駅が開業。
- 1963年（昭和38年）
  - 4月16日：京阪本線淀屋橋 - 天満橋間開通と同時に京阪の淀屋橋駅が開業。
  - 11月29日：京阪淀屋橋ビル竣工[4]。
- 1964年（昭和39年）7月1日：京阪、ホーム冷房化[5]。
  - なお、地上には1968年（昭和43年）4月30日まで大阪市電の電停があった。
- 1973年（昭和48年）12月15日：京阪駅に改良工事竣工（多能式自動券売機16台新設）[6]。
- 1979年（昭和54年）1月20日：京阪駅に点字運賃表設置[7]。
- 1983年（昭和58年）6月12日：京阪駅に油圧式車止め設置[8]。
- 1988年（昭和63年）9月1日：京阪の駅構内「終日禁煙」を実施[9]。
- 1992年（平成4年）
  - 3月1日：京阪コンコース西口（御堂筋線乗り換え口）を北通路を長さ約65 m・幅約3.5 m側へ拡幅工事竣工、併せて駅事務所・駅防災管理室、京阪交通社の淀屋橋営業所も北側に移設[10]。
  - 12月1日：京阪、西口コンコース南側通路・北側に移動した施設跡地に「案内所」を設置[11]。
  - 12月21日：京阪、西口に御堂筋線への乗り換え分散化を図るため西0号出口と0号階段を新設、使用開始[12]。
- 1993年（平成5年）
  - 6月10日：京阪、中央口の階段にエスカレーターを設置、使用開始[13]。
  - 9月25日：京阪、1号階段にエスカレーターを設置、使用開始[14]。
  - 10月23日：京阪、西改札口（入口専用）に自動改札機設置[15]。
- 1994年（平成6年）
  - 3月21日：京阪、事務所にてファクシミリサービスを開始[16]。
  - 5月10日：京阪淀屋橋ビル地下街リニューアル工事竣工、15日より営業再開[17]。
- 1997年（平成9年）12月19日：京阪駅に車イス用渡し板を配備[18]。
- 1998年（平成10年）日時不明：京阪の駅構内に富士銀行のATM設置[19]。
- 2000年（平成12年）8月10日：京阪コンコース南側に「けいはんジューサーバー」開店[20]。
- 2004年（平成16年）4月13日：京阪の駅構内に京都銀行のATMを設置・運用開始[21]。
- 2005年（平成17年）3月31日：京阪のコンコース・ホーム間に身障者対応エレベーターを使用開始、併せて専用改札口を設置[6]。
- 2008年（平成20年）
  - 6月24日：京阪コンコースに週代わりスイーツ販売店「SWEETS BOX」開業[22]。
  - 同年：「心斎橋駅舎他、御堂筋線の地下駅群」として土木学会選奨土木遺産に選ばれる[23]。
- 2010年（平成22年）9月30日：京阪電鉄が「東京建物大阪ビル」を購入、翌年4月1日「京阪御堂筋ビル」と名称変更。このビル内の身障者対応エレベーターが淀屋橋駅コンコースと地上をつなぐバリアフリールートとなっている[24]。
- 2014年（平成26年）12月19日：京阪の駅に「ホーム異常通報装置」を設置[25]。
- 2018年（平成30年）4月1日：大阪市営地下鉄民営化により、御堂筋線の駅は大阪市高速電気軌道 (Osaka Metro) の駅となる。
- 2020年（令和2年）
  - 8月29日：京阪駅のトイレが、移設使用開始。バリアフリー化、女子トイレにパウダーコーナーを設置[26]。
  - 10月1日：日土地淀屋橋ビルの建て替えに伴い、11・12・13番出入り口閉鎖[27]。
- 2021年（令和3年）10月2日：御堂筋線ホームで可動式ホーム柵の使用を開始[28]。
- 2025年（令和7年）4月11日：御堂筋線駅のリニューアルが完成[29][30]。

## 大阪市高速電気軌道 (Osaka Metro)
島式ホーム1面2線を有する地下駅で、改札口とコンコースは地下1階、ホームは地下2階にある。改札口は北改札、中北改札、中南改札、南改札の4か所である。
昇降設備は、北改札内に上りエスカレーター とエレベーターが、中南改札内にエレベーターが、南改札内に上りエスカレーターがあり、1番出入口に上りエスカレーターが、10番出入口にエレベーターがある。
トイレは北・南改札にある。

### のりば
| 番線 | 路線     | 行先                         |
| ---- | -------- | ---------------------------- |
| 1    | 御堂筋線 | なんば・天王寺・なかもず方面 |
| 2    | 御堂筋線 | 梅田・新大阪・箕面萱野方面   |

### 備考
- 御堂筋線の混雑緩和のため、当駅が絡む定期券であれば、西隣にある四つ橋線の肥後橋駅も利用することができる。ただし、両駅との間に連絡通路はなく、いったん地上に上がり土佐堀通を歩く必要がある[32]。
- 開業時から昭和14年10月まで、駅南側には「淀屋橋検車出張所」と称する車庫があった。これは大阪市営地下鉄として最初の検車場である[33]。
- 京阪中之島線大江橋駅とは徒歩圏内だが、地下通路では接続されていない。
- 当駅は本町管区駅に所属し、同副管区駅長が管轄している。

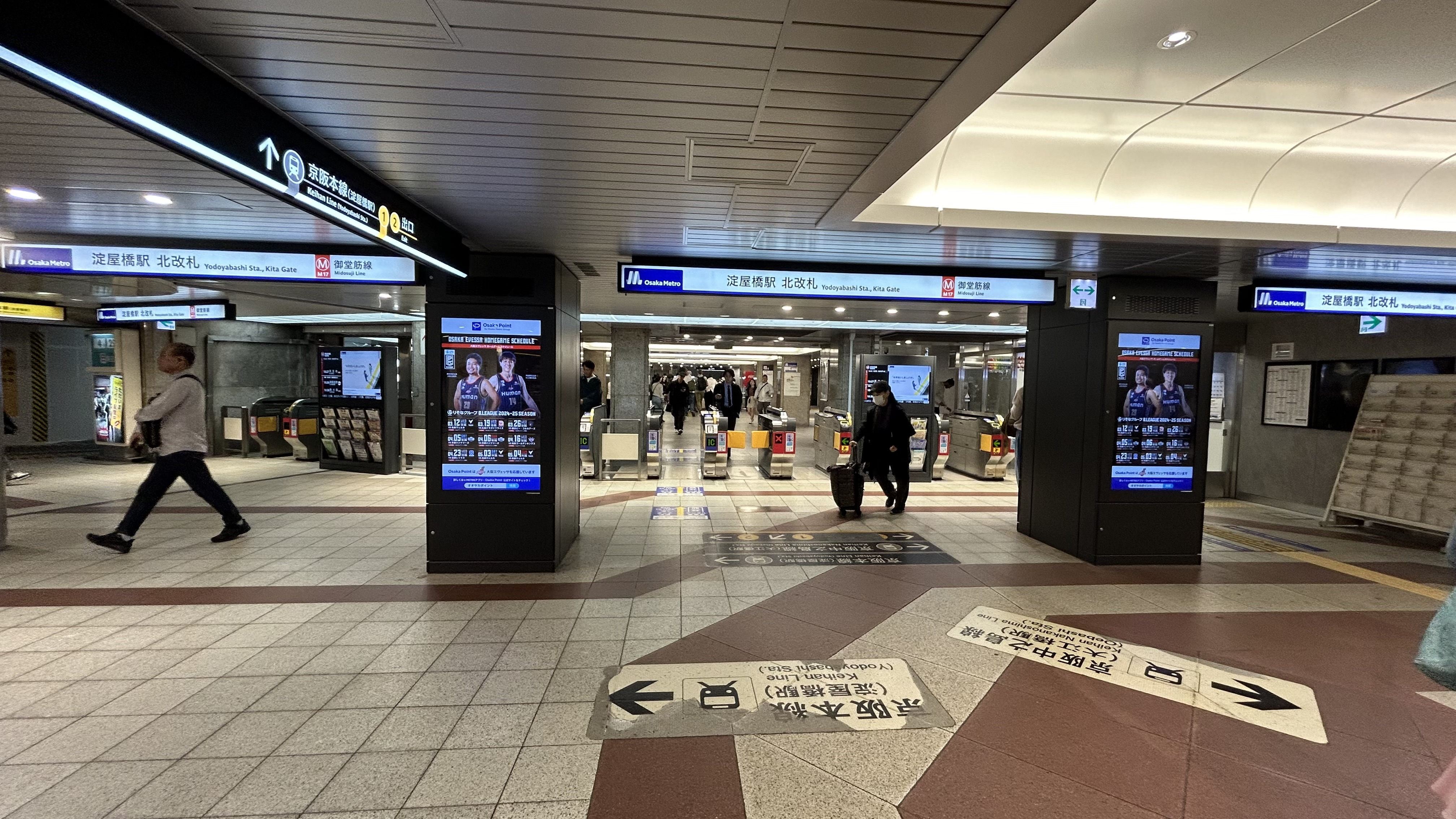
現在の北改札
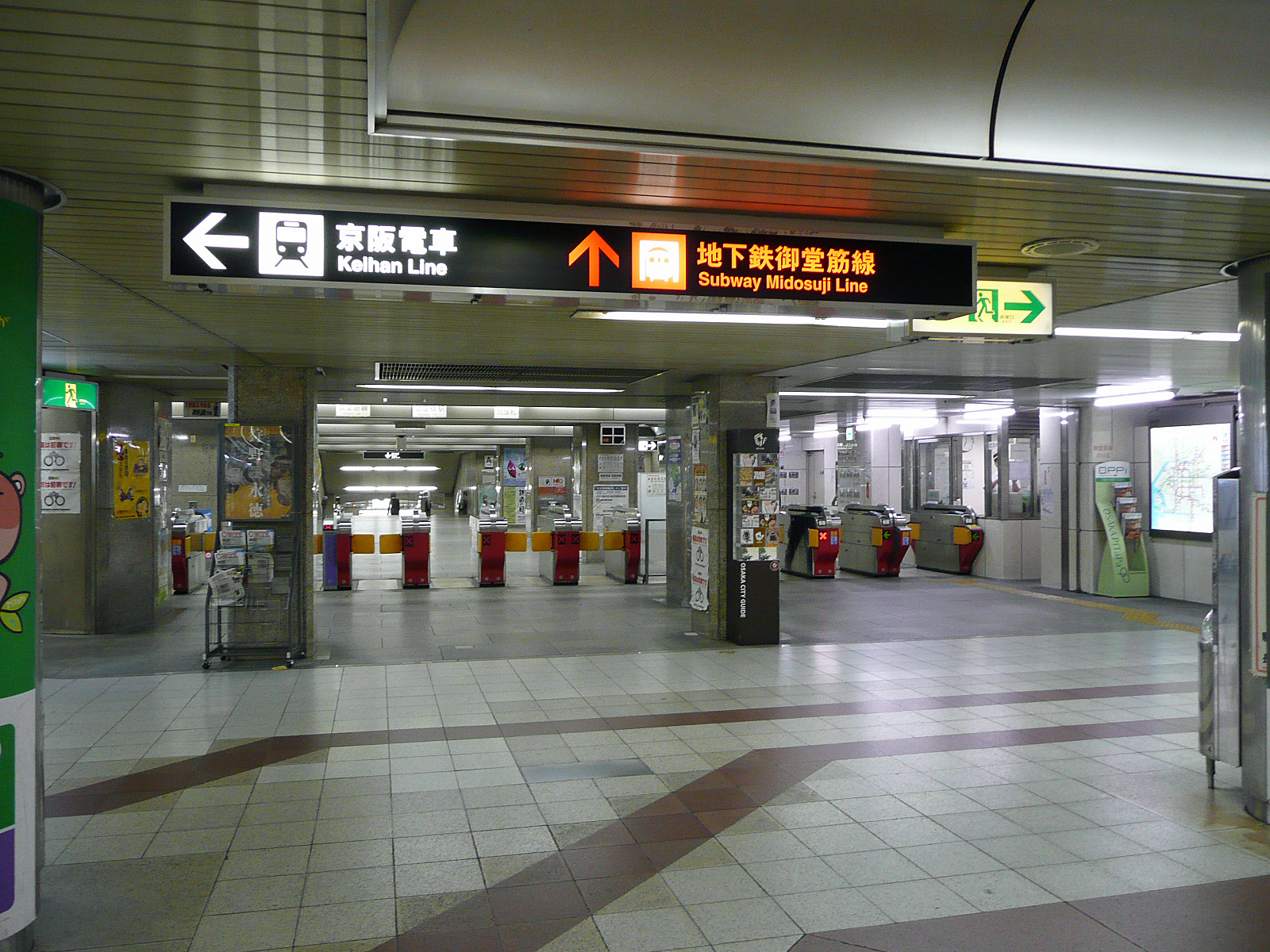
市営地下鉄時代の北改札（2007年）
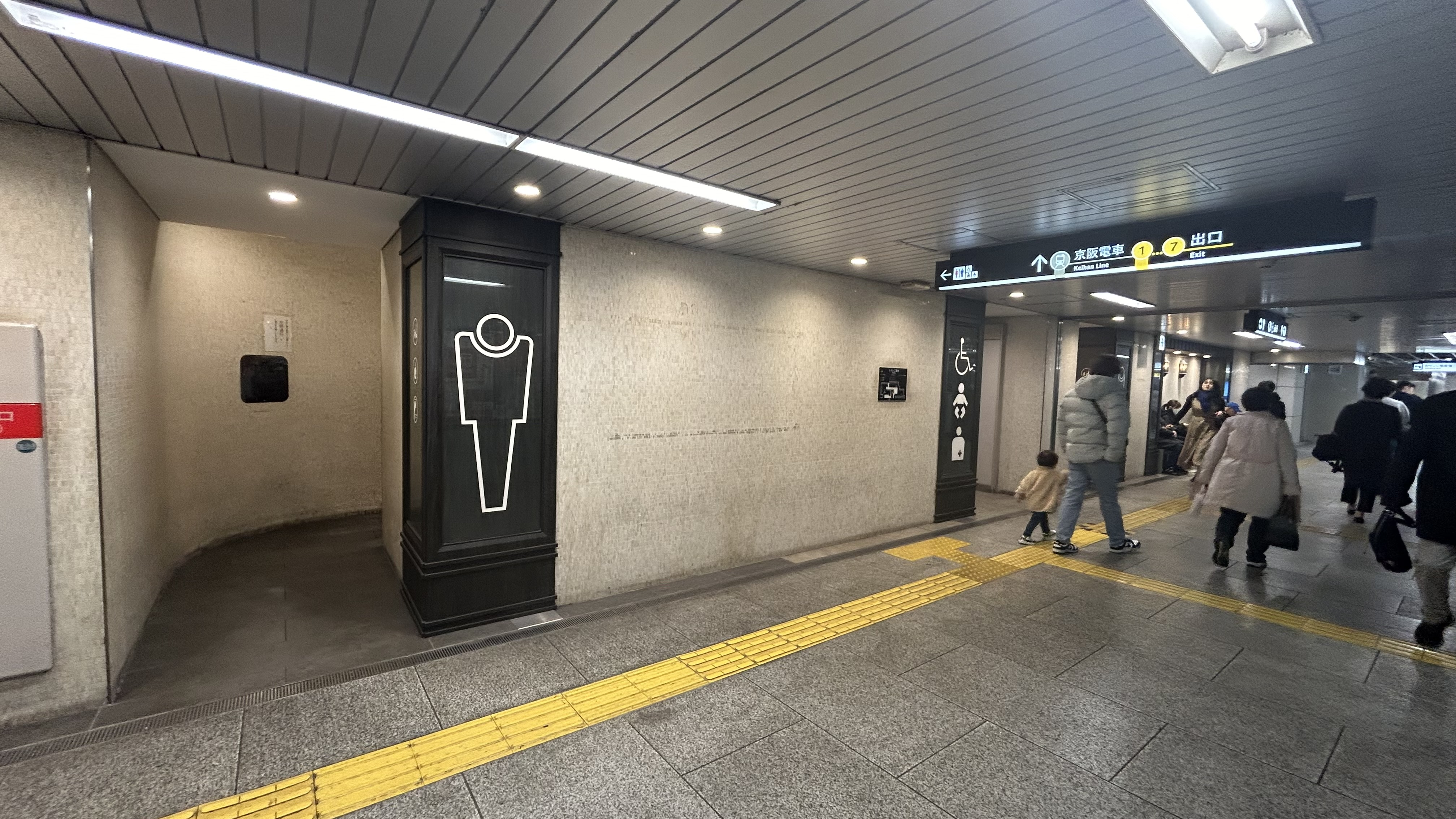
北改札内トイレ
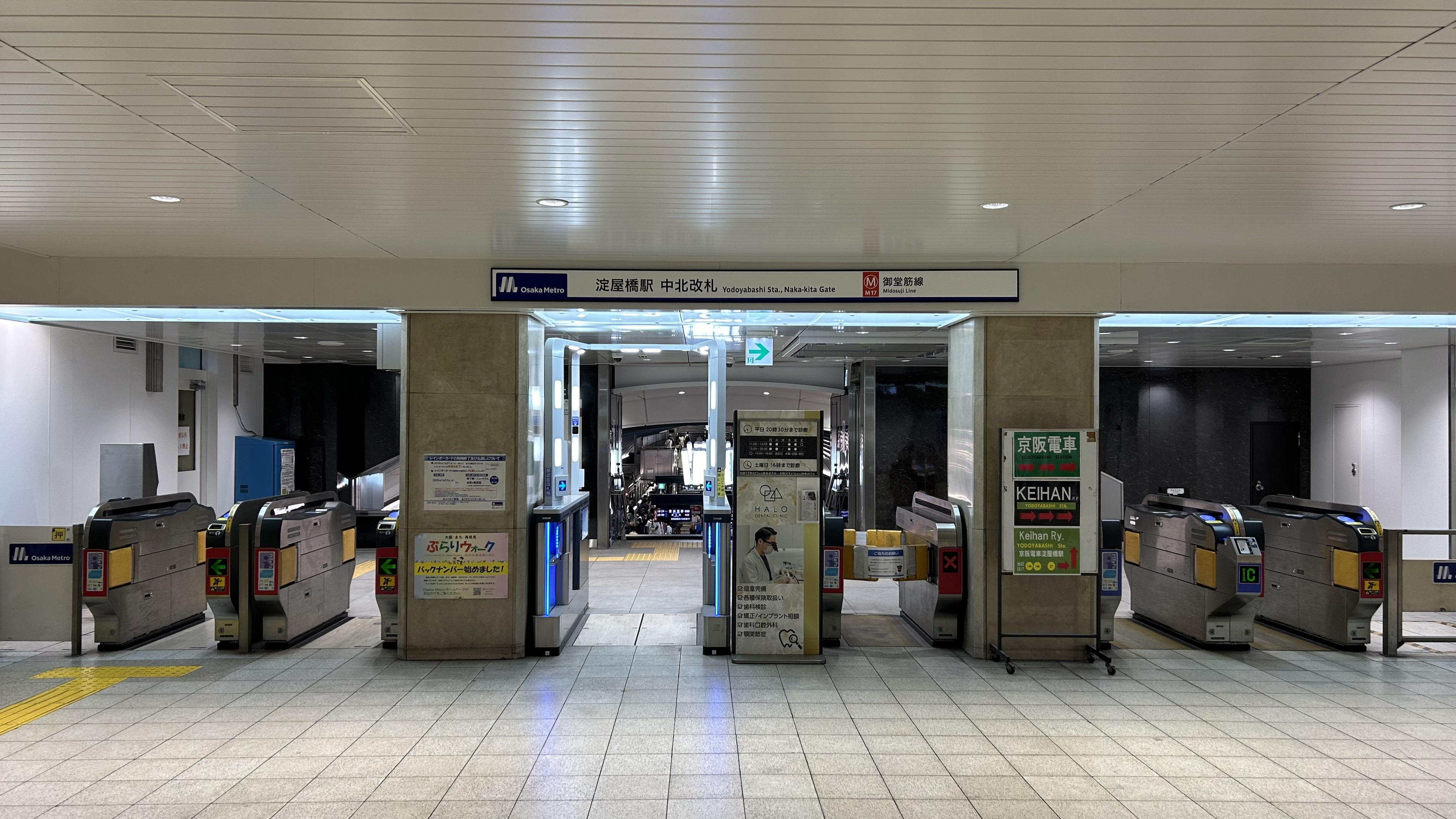
中北改札口
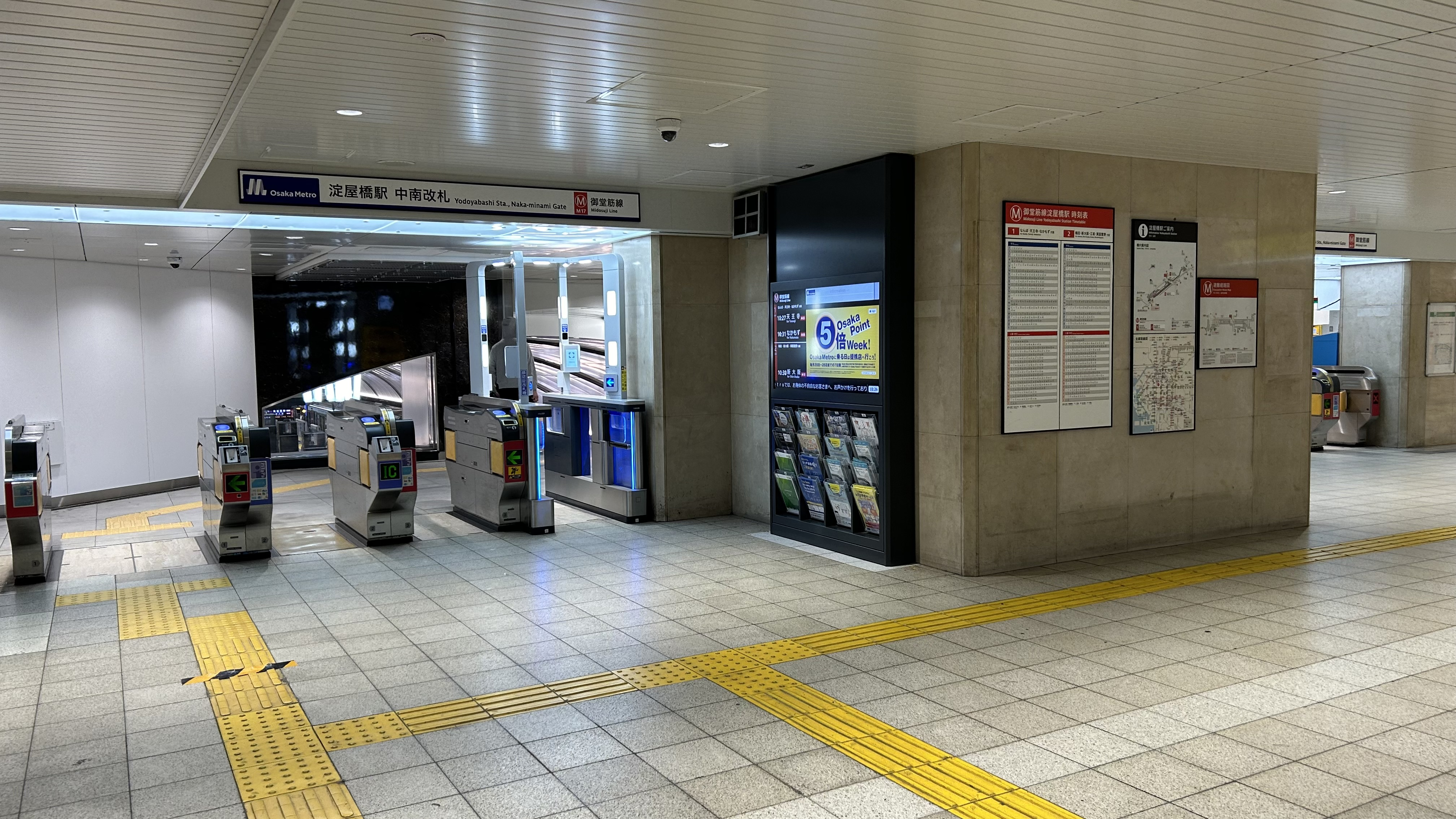
中南改札口
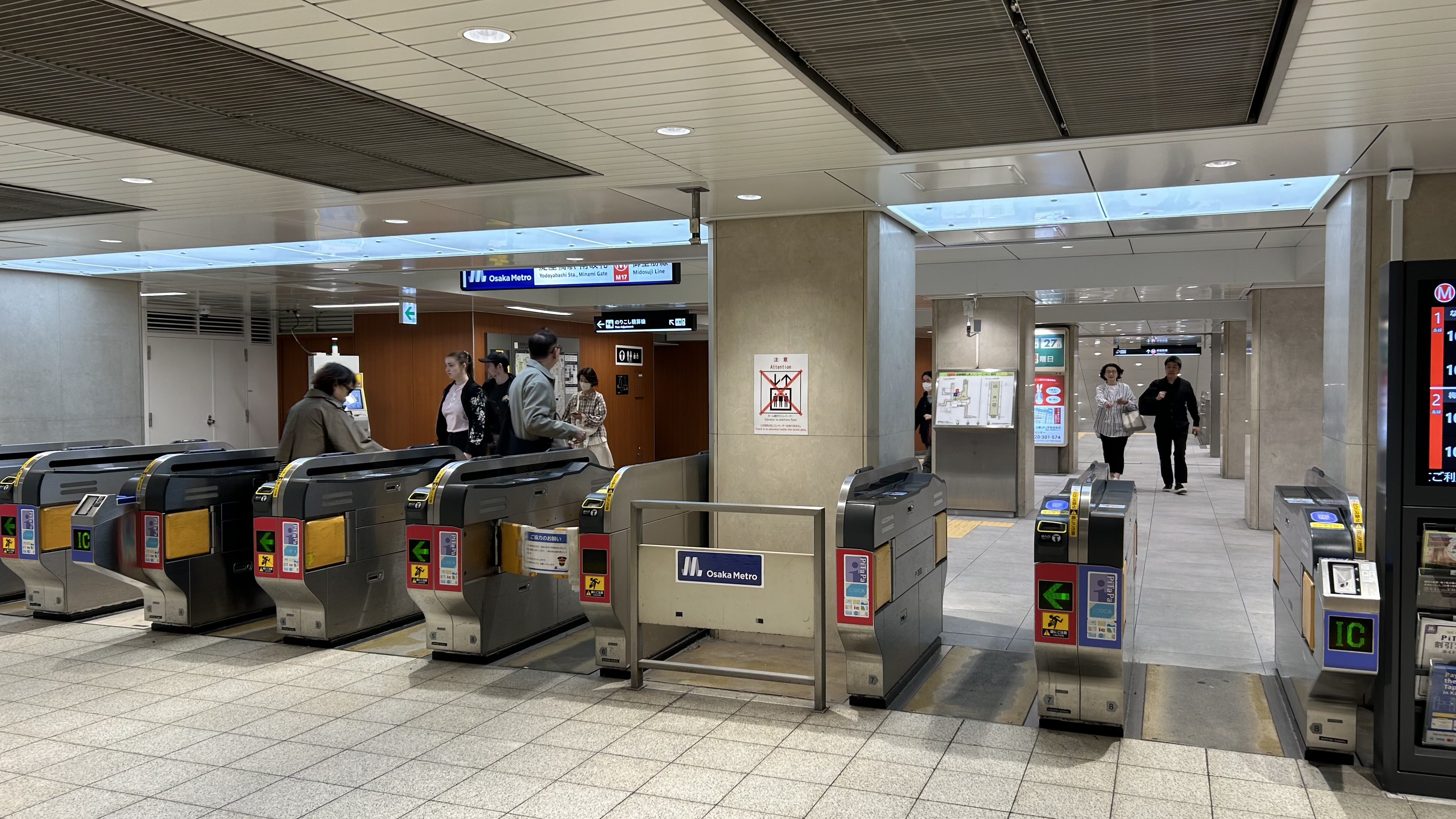
南改札口
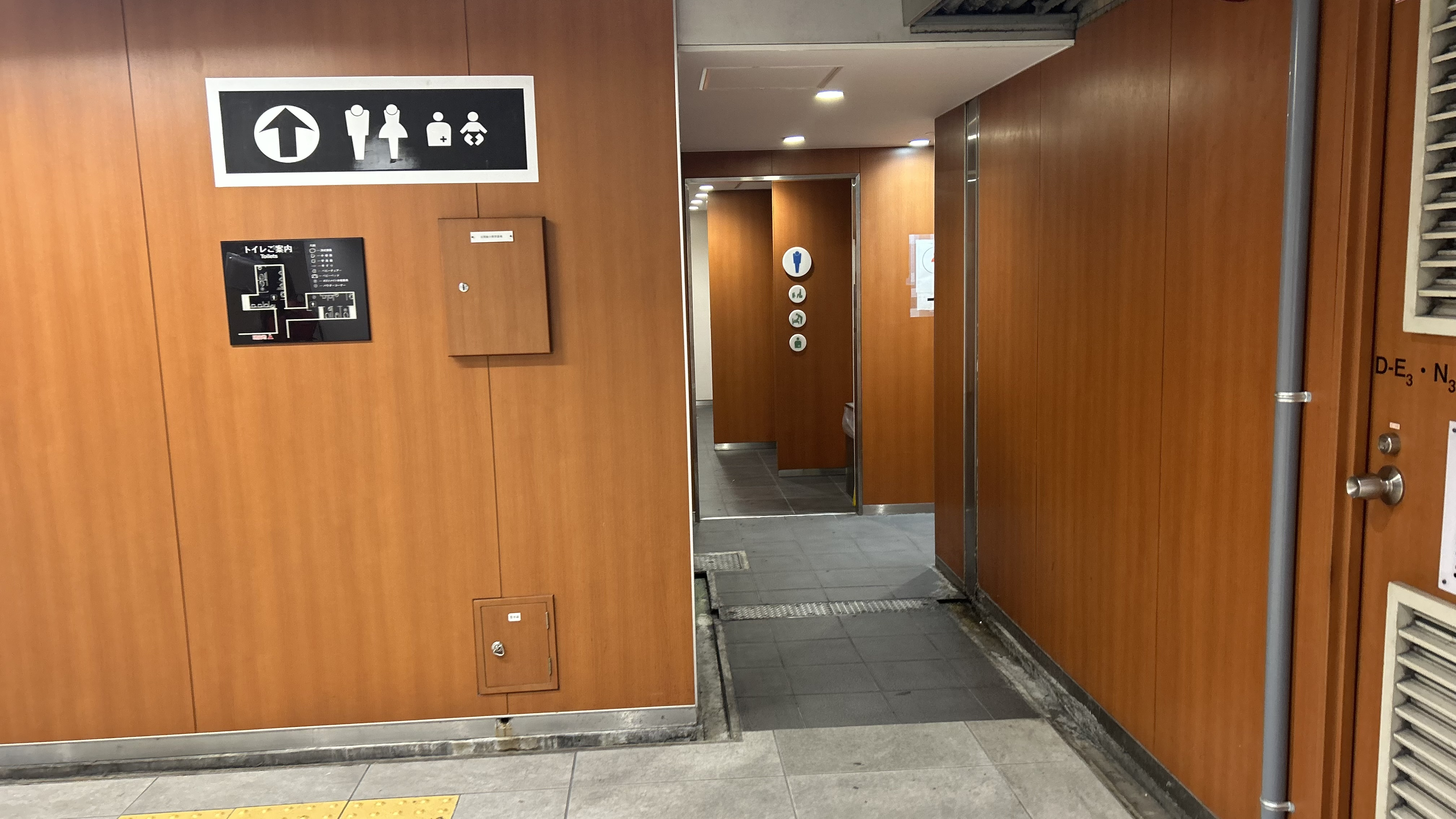
南改札内トイレ
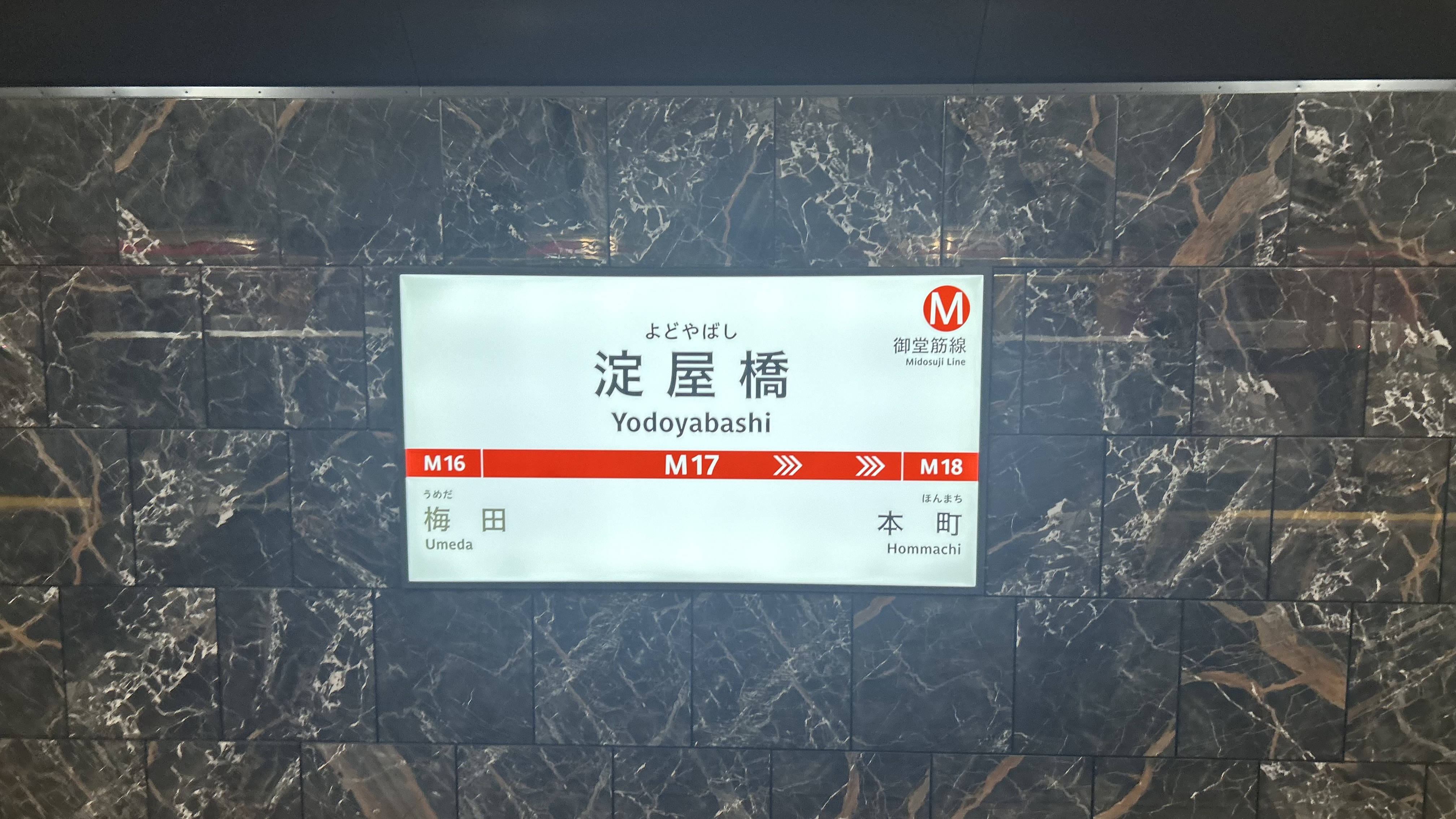
駅名標
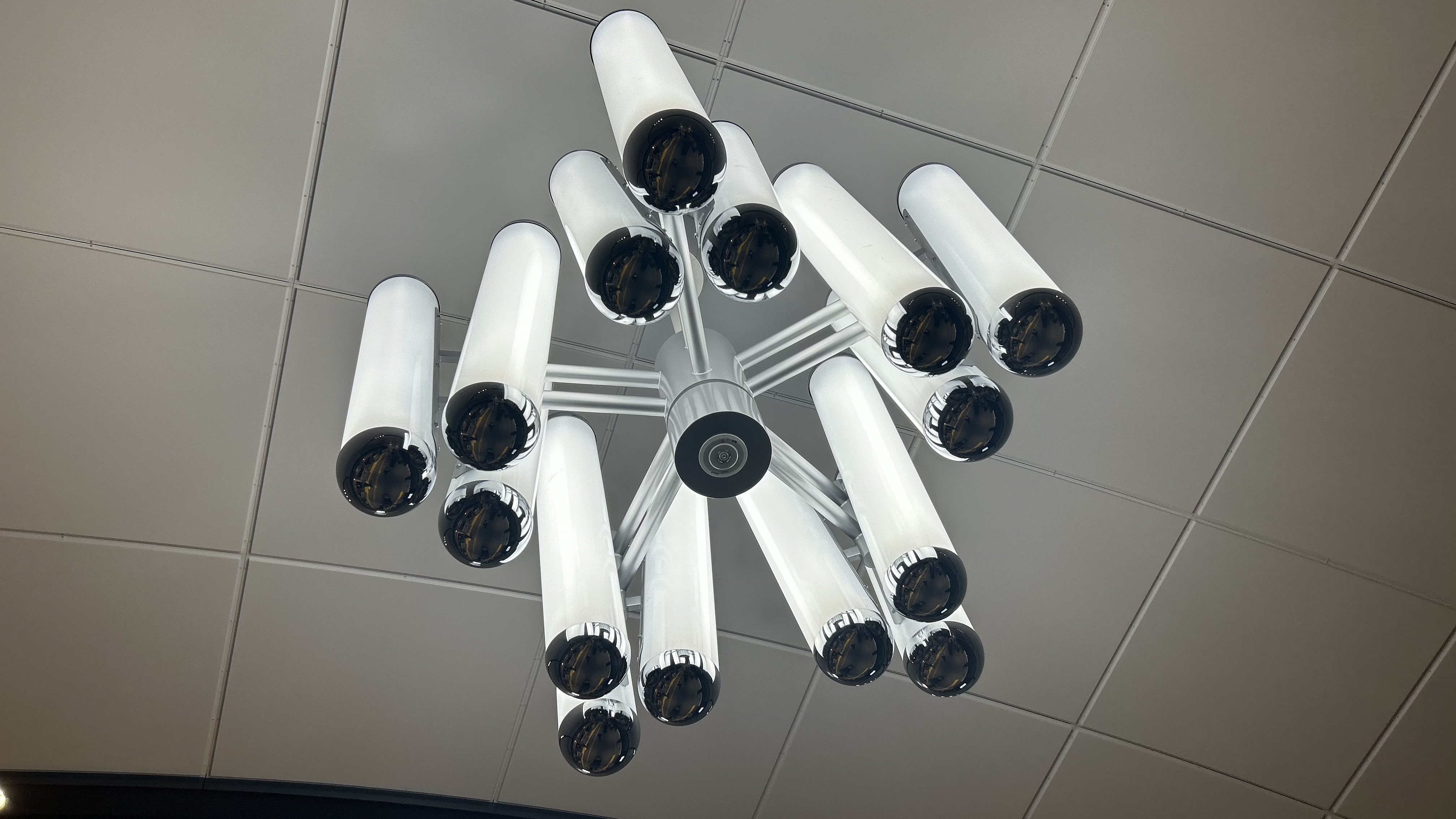
ホーム照明

### 出口
出口は合計で12箇所ある。
| 出口番号 | 出口周辺 | 接続改札          | 位置                                   | 備考             |
| -------- | --- | ----------------- | -------------------------------------- | ---------------- |
| 1        | 大阪市役所・府立中之島図書館・大阪市中央公会堂・東洋陶磁美術館・中之島公園・堂島関電ビル・大阪高等・地方裁判所・大阪弁護士会・アメリカ領事館・ザ·フェニックスホール・中ノ島線大江橋駅・検察庁・法務局・日本銀行 | 北改札            | 北緯34度41分33.7秒 東経135度30分04.4秒 |                  |
| 2        | 京阪本線淀屋橋駅・水上バス | 北改札            |                                        | 京阪淀屋橋駅直結 |
| 3        | 住友ビル・三井住友銀行 | 北改札            | 北緯34度41分32.5秒 東経135度30分02.7秒 | 閉鎖中           |
| 4        | 住友ビル・三井住友銀行 | 北改札            | 北緯34度41分32.9秒 東経135度30分02.3秒 | 閉鎖中           |
| 6        | 中之島線大江橋駅・淀屋の屋敷跡・大阪三井物産ビル・イタリア総領事館・堂島米市場跡碑・サントリー近鉄堂島ビル | 北改札            | 北緯34度41分34.6秒 東経135度30分02.3秒 |                  |
| 7        | 中之島線大江橋駅・淀屋の屋敷跡・大阪三井物産ビル・イタリア総領事館・堂島米市場跡碑・サントリー近鉄堂島ビル | 北改札            | 北緯34度41分34.0秒 東経135度30分02.9秒 |                  |
| 8        | 日生ビル連絡口・銅座の跡 愛珠幼稚園・懐徳堂跡・銅座の跡・愛珠幼稚園・高麗橋野村ビルディング・新井ビル | 中北改札 中南改札 | 北緯34度41分26.7秒 東経135度30分05.0秒 |                  |
| 9        | ヒューリック大阪ビル連絡口・大阪倶楽部 | 中北改札 中南改札 | 北緯34度41分26.4秒 東経135度30分02.1秒 |                  |
| 10       | 淀屋橋odona連絡口・三井住友海上大阪淀屋橋ビル・淀屋橋三井ビルディング | 中北改札 中南改札 | 北緯34度41分27.1秒 東経135度30分02.4秒 | エレベーターあり |
| 11       | | 南改札            | 北緯34度41分21.3秒 東経135度30分04.6秒 | エレベーターあり |
| 12       | 朝日生命館連絡通路（朝日生命ホール） | 南改札            | 北緯34度41分23.5秒 東経135度30分02.2秒 |                  |
| 13       | ランドアクシスタワー連絡通路 | 南改札            | 北緯34度41分21.8秒 東経135度30分02.0秒 | エレベーターあり |

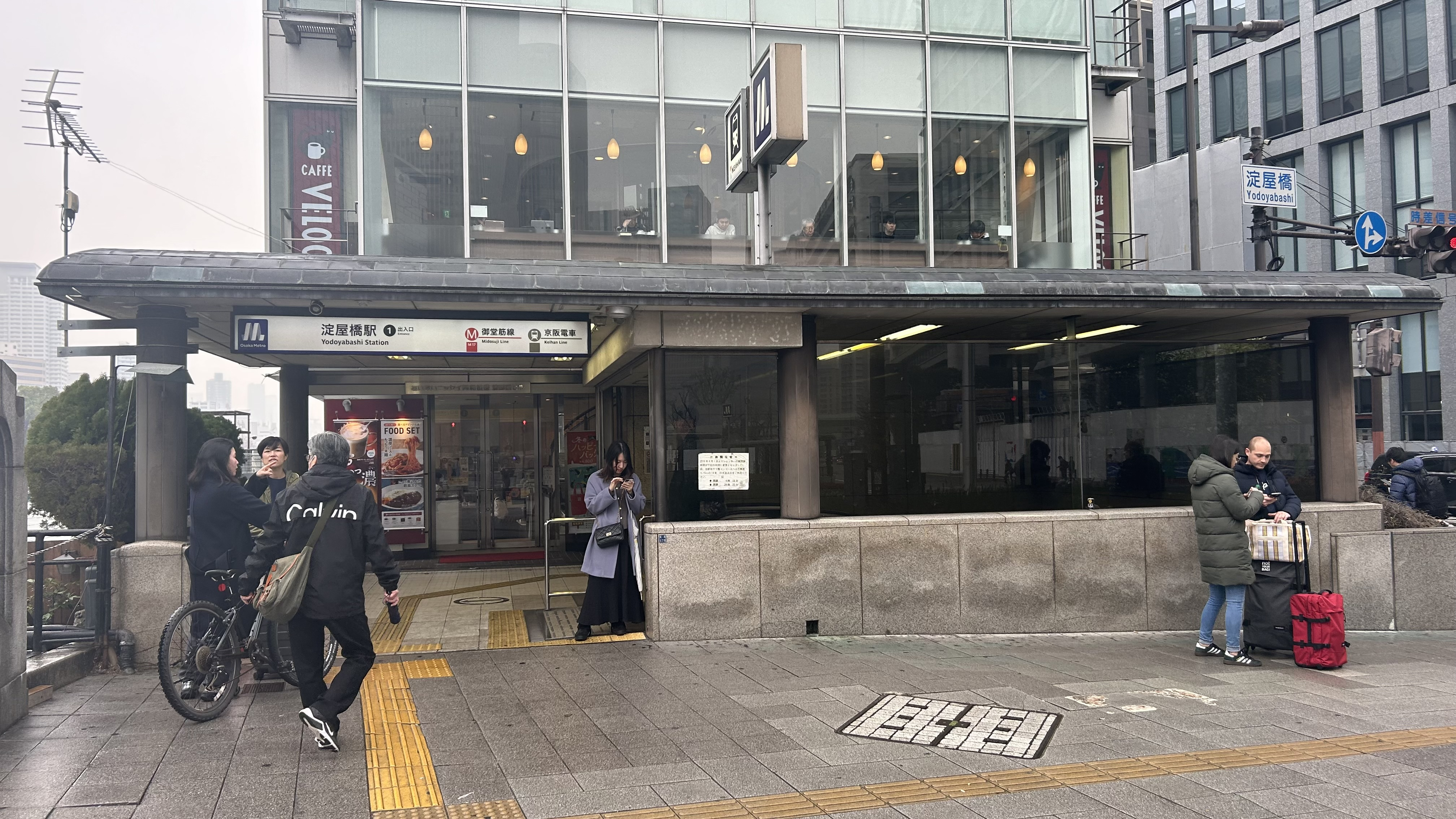
1号出入口
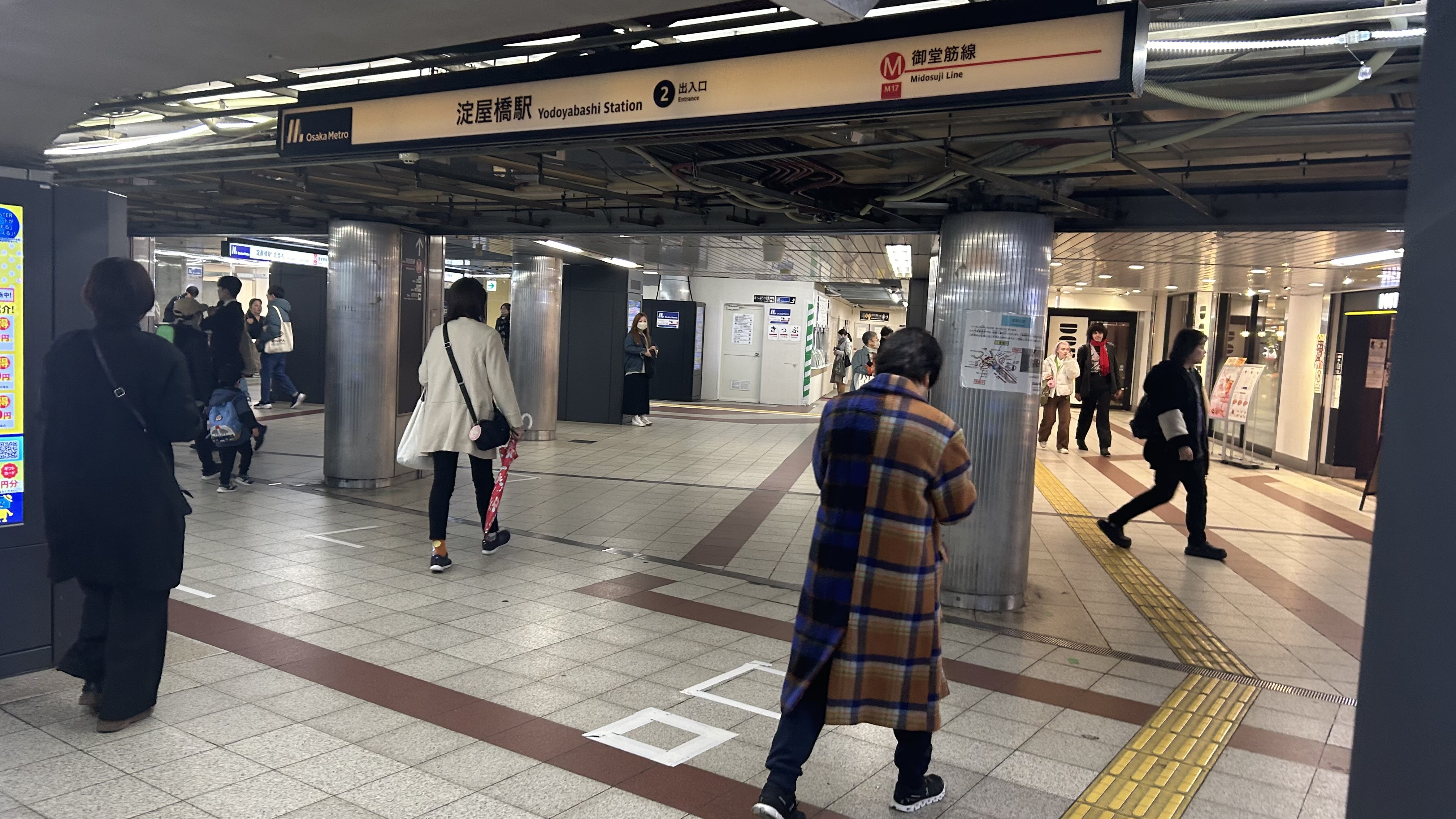
2号出入口
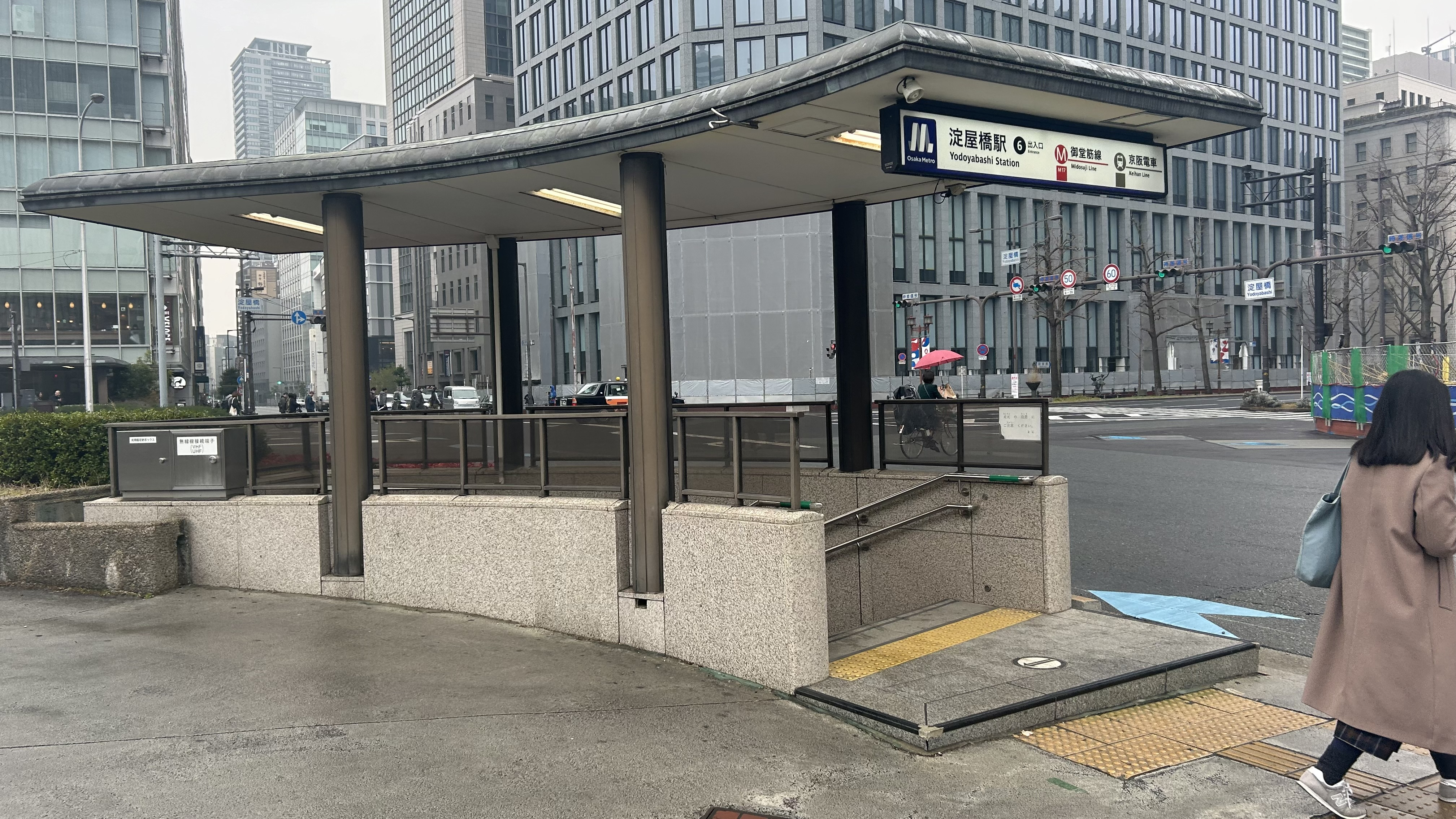
6号出入口
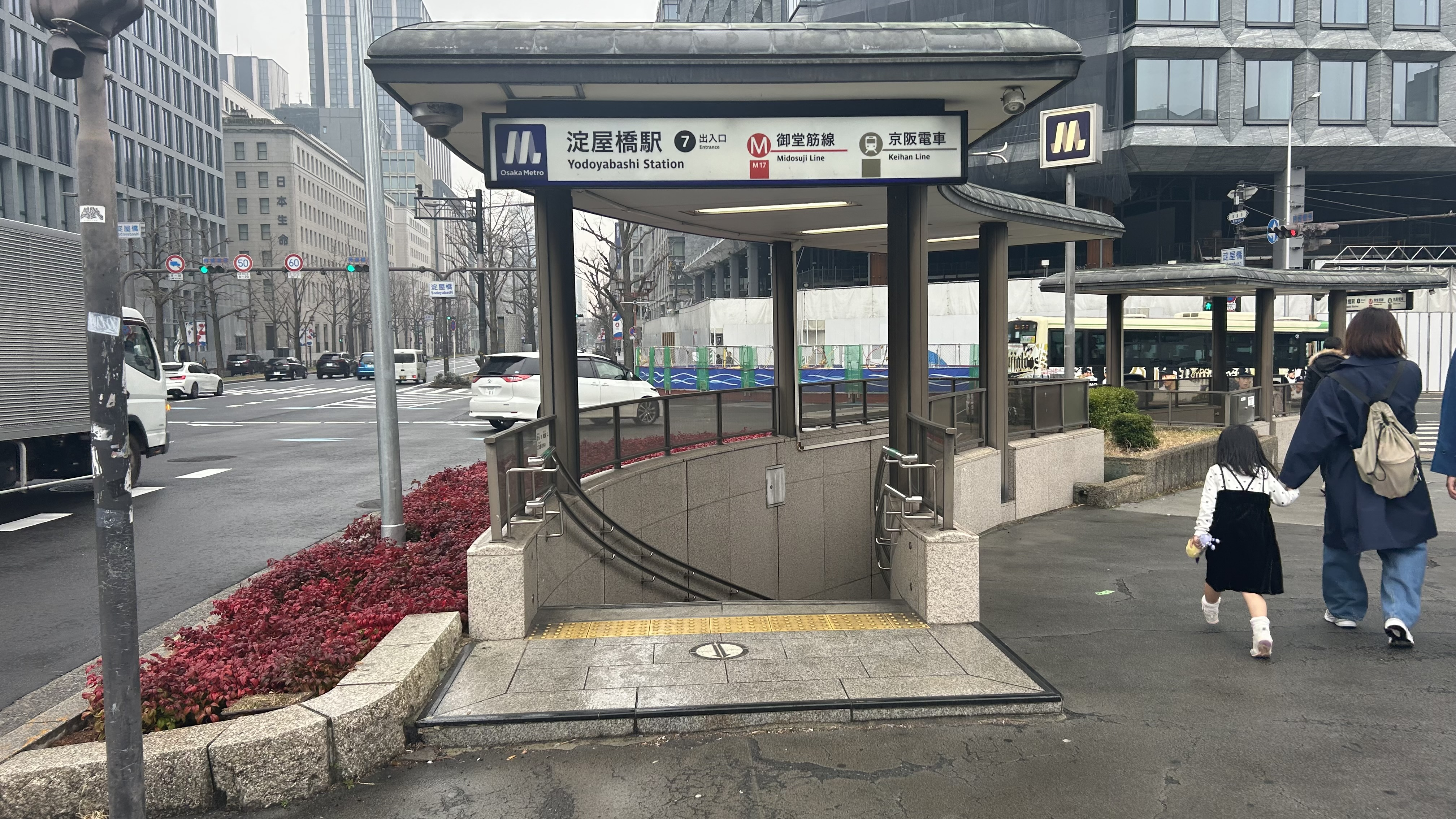
7号出入口
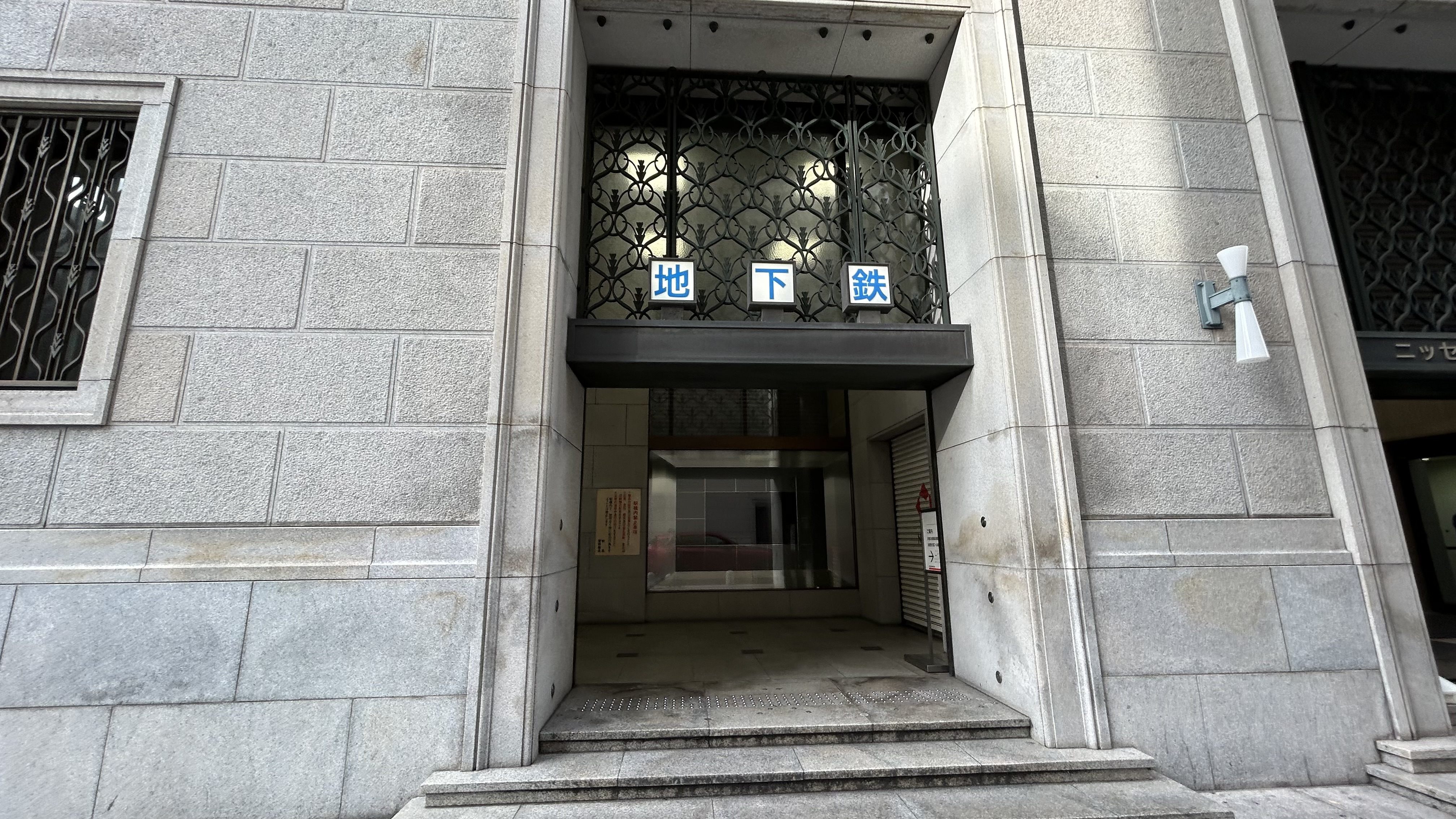
8号出入口
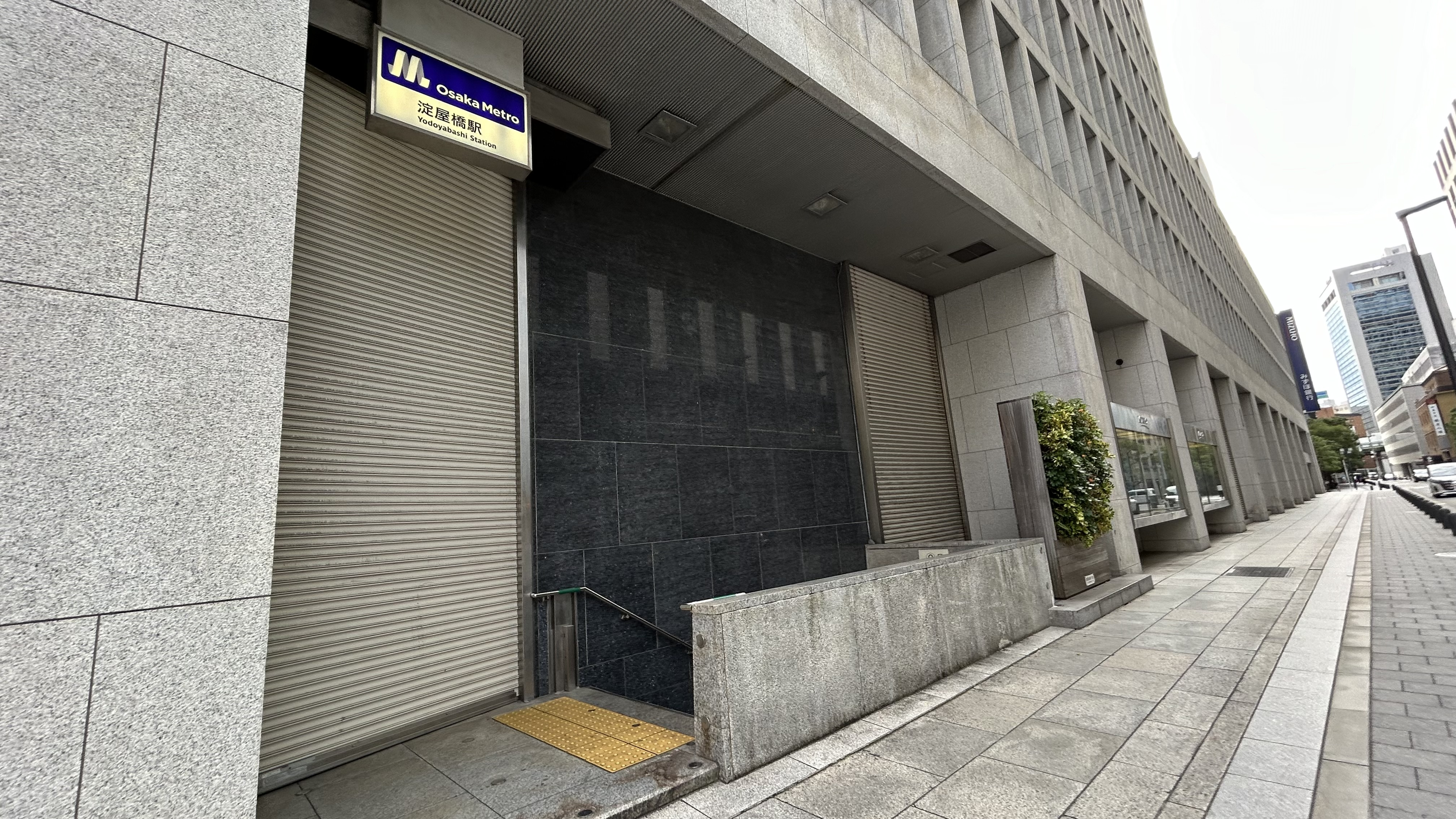
9号出入口
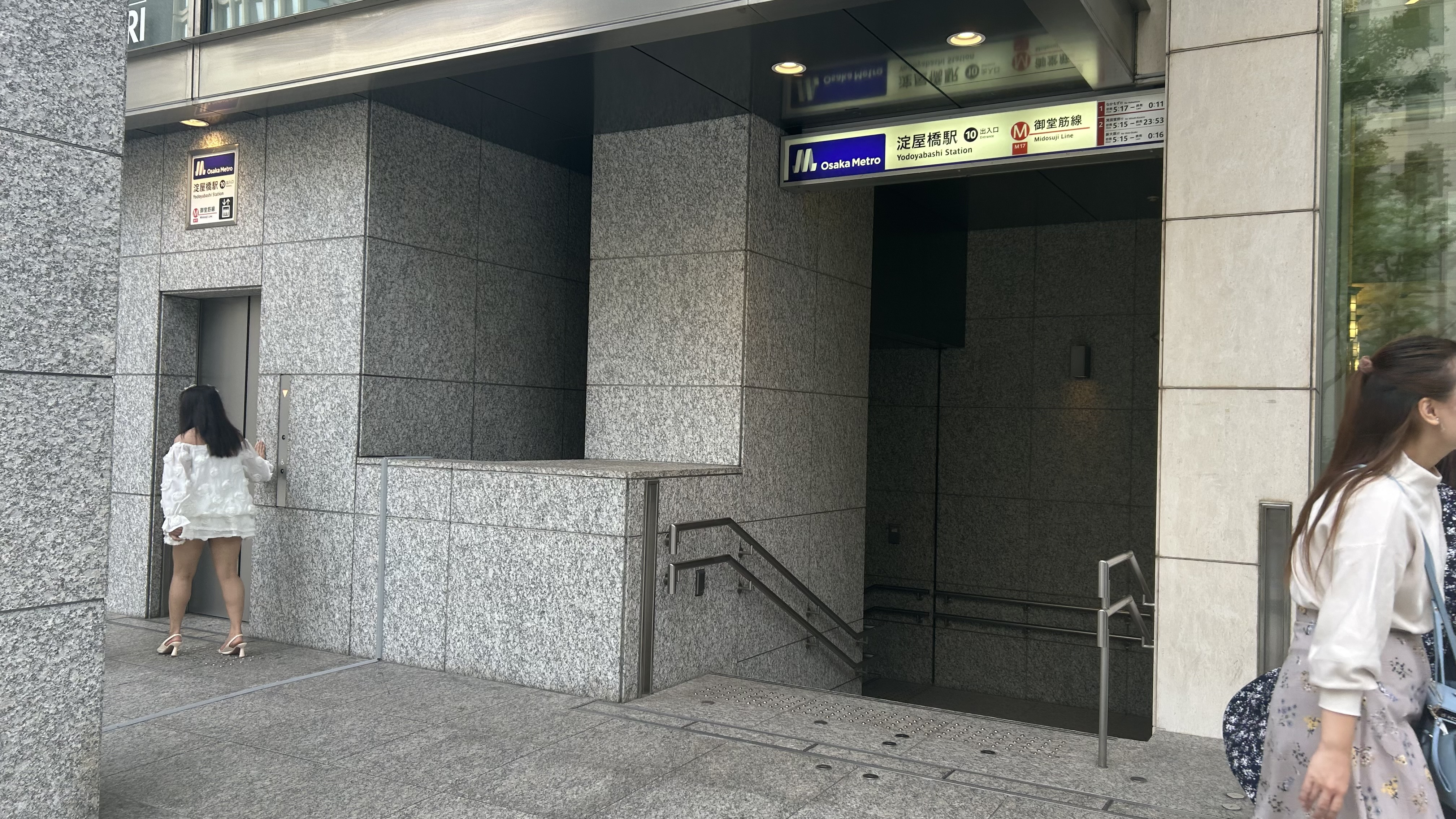
10号出入口
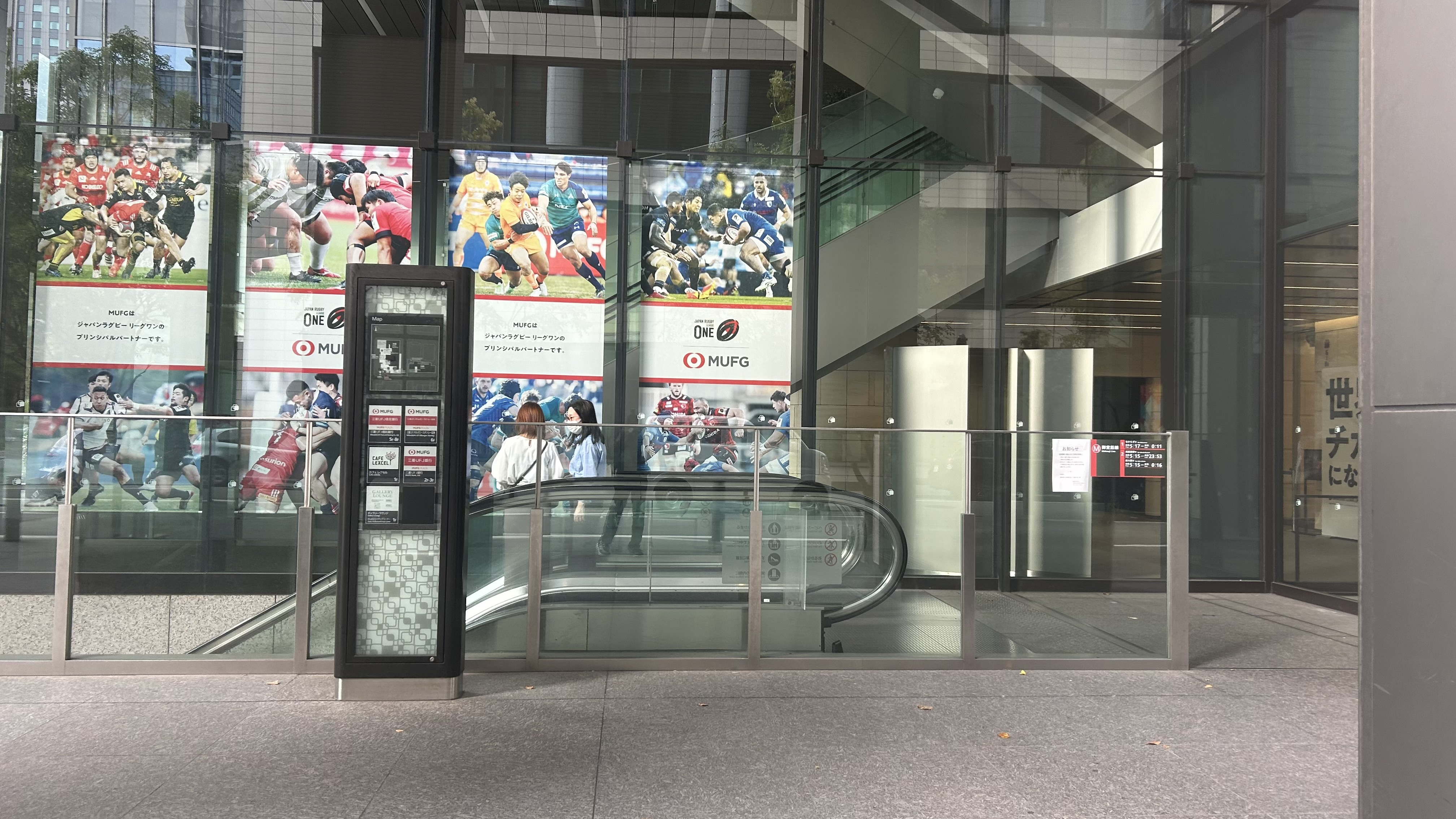
11号出入口
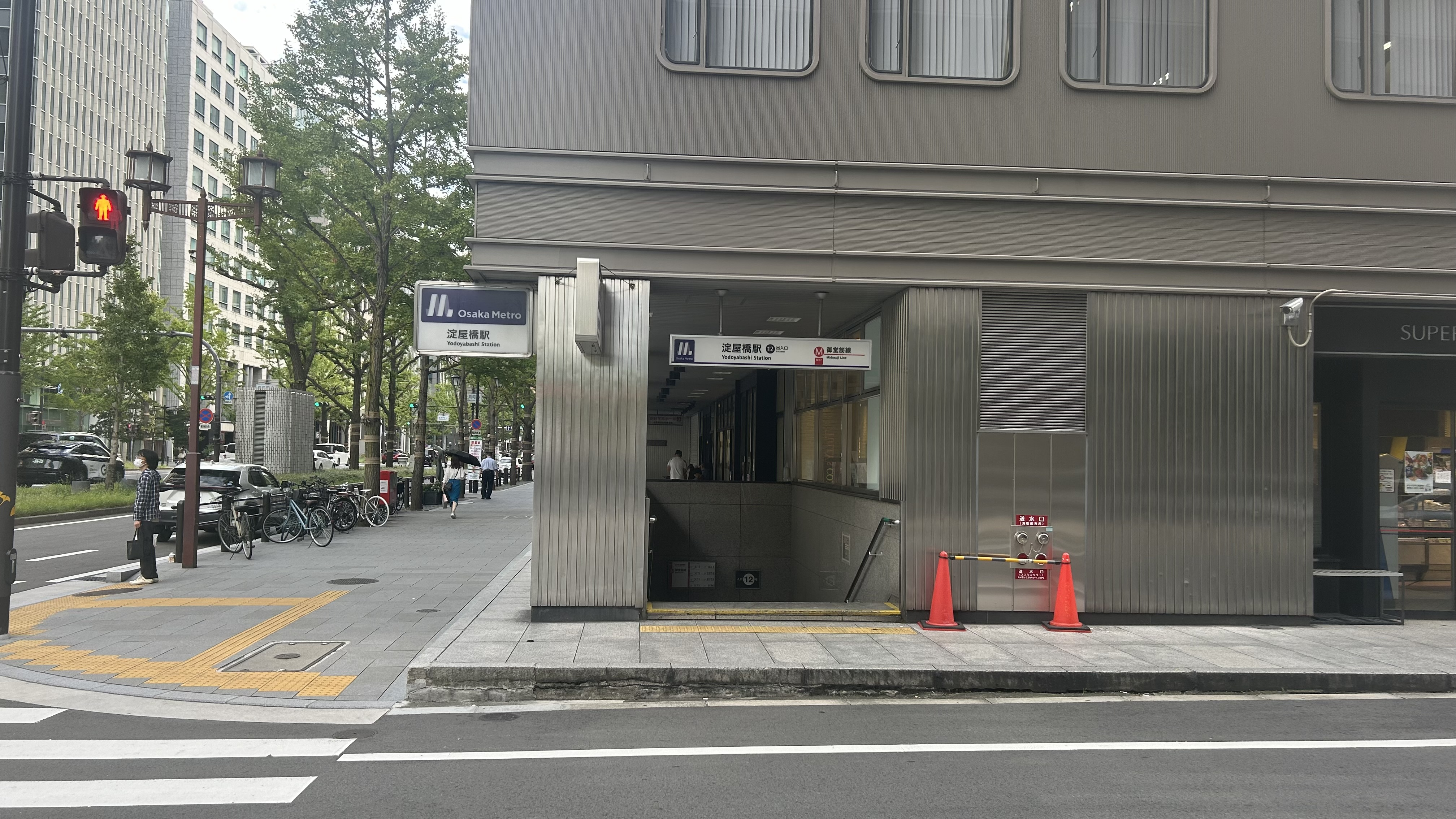
12号出入口
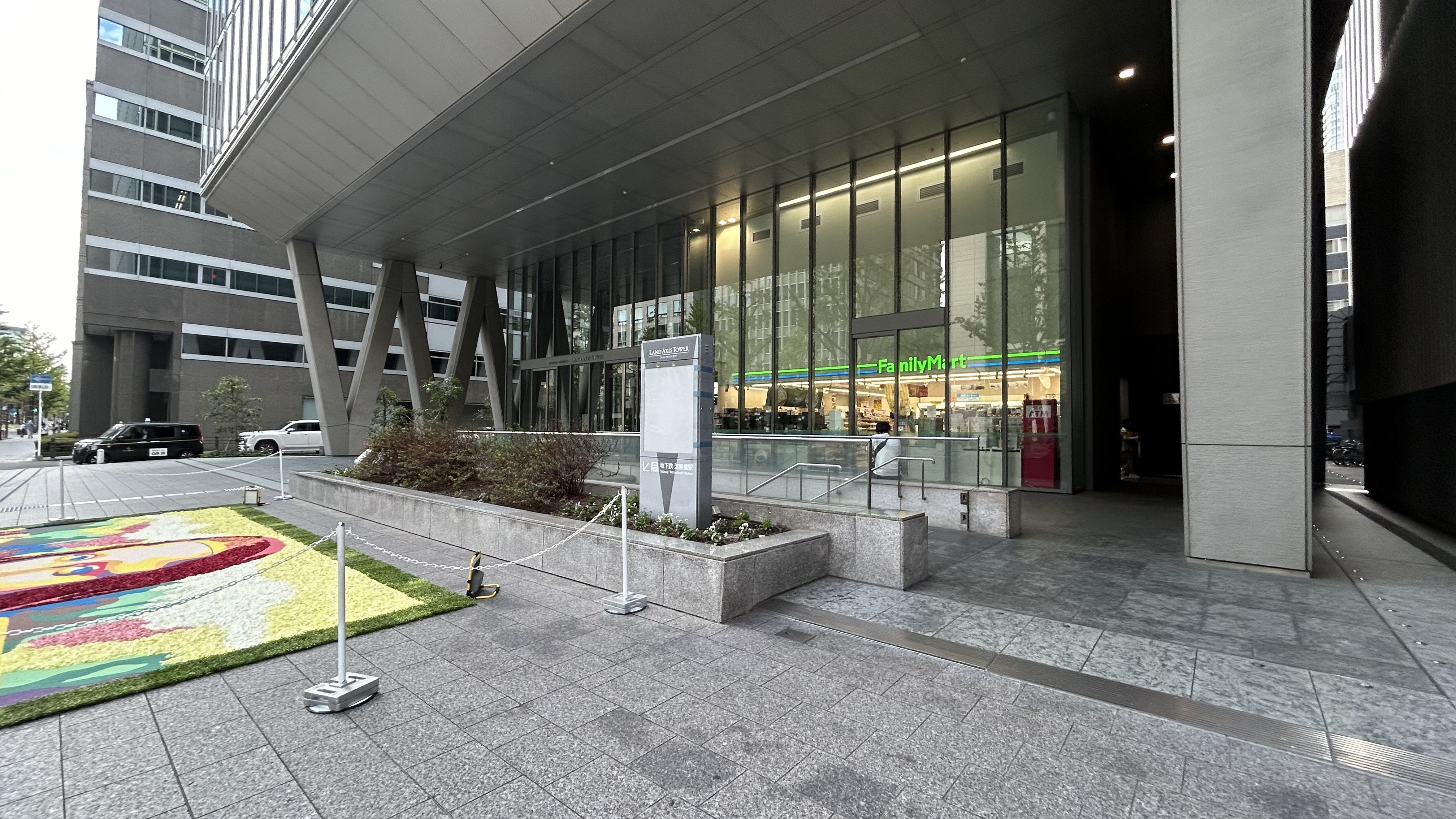
13号出入口

## 京阪電気鉄道

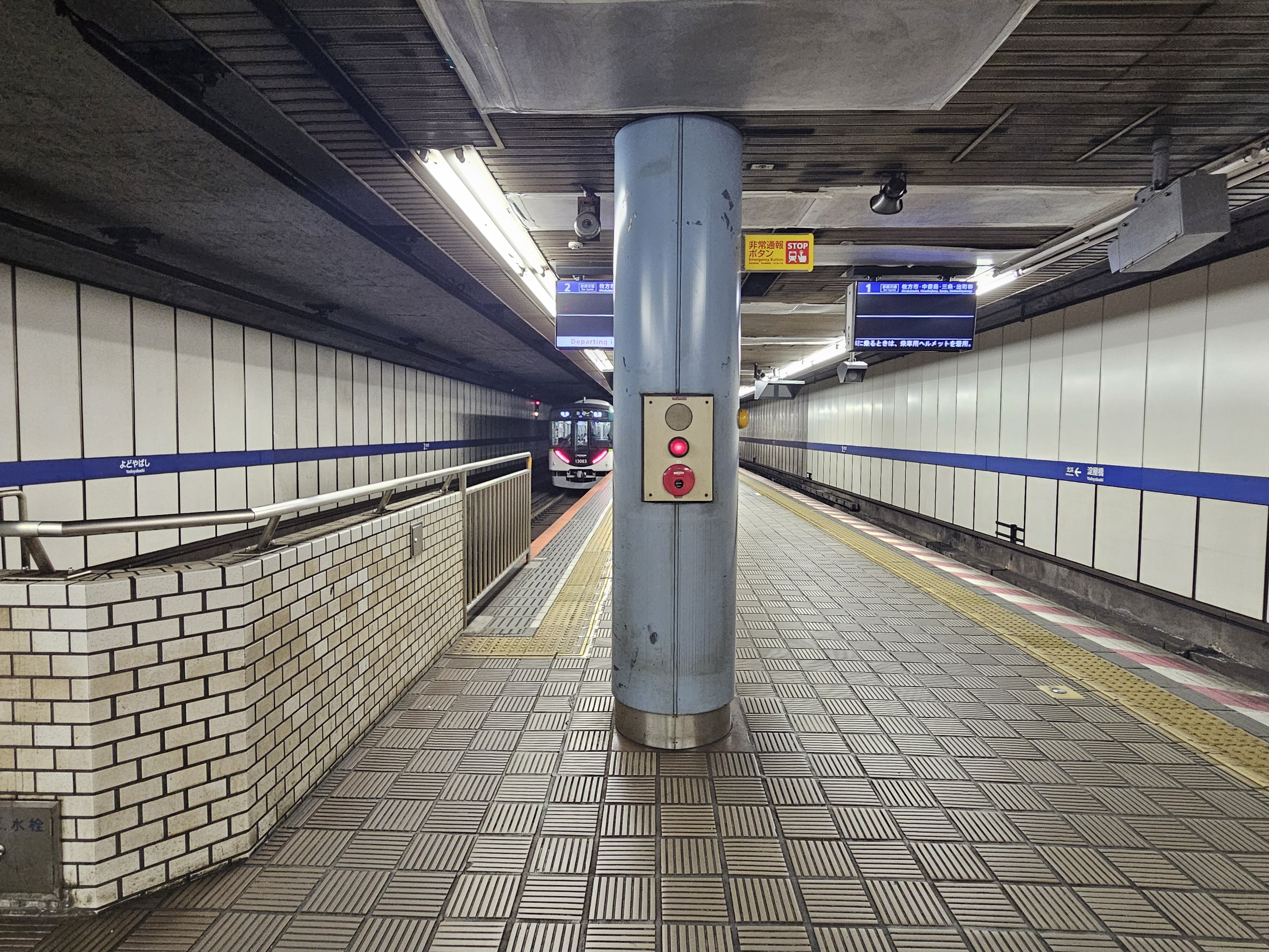
京阪1、2番線ホーム（2025年4月）

島式ホーム1面3線を有する地下駅。3線ながら4番線まであるが、これは1番線と4番線が信号を分割して縦列停車をする形で同じ線路を共有しているためである（列車運転指令上では1番線として扱われている）。3番線と4番線はホームの末端部にある。また、2番線は3番線の切り欠き部にある。
改札口とコンコースは地下1階、ホームは地下2階にある。改札口は東側から東2号改札口（2016年3月18日付で廃止）、東1号改札口（平日ラッシュ時のみ使用）、中央改札口、西改札口（平日ラッシュ時は出口専用）があり、西改札口のさらに西には出口専用の0号改札口 もある。他にエレベーター専用改札口もあり、全部で6か所ある。
隣の北浜駅とは改札外の連絡通路で結ばれている。
京阪では、当駅が大阪市にあることを強調するため「大阪淀屋橋駅」と案内することがある。この呼称は2003年秋のダイヤ改正で一旦使われなくなったが、2017年夏頃から京都府内の主要駅における発車標など一部の案内で「 大阪 淀屋橋 」とした表記が再び使用されるようになった。また、駅名標は2007年に更新されるまで「淀屋橋（御堂筋）」と表記されていた。
駅ホームのカラーリングは青。

### のりば
| 番線 | 路線      | 行先             | 備考                                                     |
| ---- | --------- | ---------------- | -------------------------------------------------------- |
| 1・2 | ■京阪本線 | 三条・出町柳方面 | 平日朝・夕 - 夜のみの使用 1番線は4番線在線中のみ使用可能 |
| 3・4 | ■京阪本線 | 三条・出町柳方面 |                                                          |

付記事項
- ホーム有効長は、1・3・4番線は8両編成分、2番線は7両編成分ある。
  - 普通は、平日のラッシュ時は1 - 4番線のいずれかから、土曜・休日の早朝は2 - 4番線、夜は3・4番線から発車する。[36]
  - 区間急行は、平日のラッシュ時は2 - 4番線のいずれかから合計9本、土休日は3番線から7本、4番線から1本発車する。
  - 準急・急行は主に3番線から発車。ラッシュ時や土休日は4番線からも発車する。
  - 快速急行は3・4番線からの発車。
  - 特急は主に4番線から発車。ラッシュ時や土休日の一部の電車は3番線からも発車する。
  - 快速特急洛楽は、平日の2本目(8000系)は3番線、平日の1本目と土休日の全て(3000系)は4番線から発車する。
  - ライナーは4番線から発車。
- 2006年4月以後、昼間時間帯に1番線は使用されていない。これは、従来は全ての電車が当駅折り返しだったものを一部天満橋駅（→中之島駅）発着に変更し、ホームの容量に余裕ができたことから、昼間時における8両編成の普通列車への運用がなくなったためである。2008年10月19日の中之島線開業後はその傾向が顕著となり、土曜・休日の1番線の使用は回送列車のみとなった。さらに、2011年5月のダイヤ変更以後、昼間時間帯は2番線も使用されなくなった。このため、現在昼間時間帯において、1・2番線ホームは滅灯され柵で封鎖されており、立ち入ることはできない。
- 2003年9月のダイヤ改正まで、昼間時間帯は、1番線には普通（萱島行き、ラッシュ時には区間急行も）、2番線には普通（出町柳行き）、3番線には急行・準急、4番線には特急（ラッシュ時には急行・準急も）がほぼ固定的に発着していた。また1995年までは早朝時間帯に限り2番線から発着する特急もあった。
- なお2013年3月16日に実施されたダイヤ改正より、当駅と隣の北浜駅においては、昼間時間帯に普通列車が発着しなくなった（普通電車は毎時6本全てが中之島駅発着に統一され、当駅と隣の北浜駅においては特急毎時6本、急行・準急毎時各3本の計12本にそろえられた）[37]。また、同改正後1番線を使用する定期の列車は平日2本のみにまで減少している。
- 2016年3月19日に実施されたダイヤ改正では、16年ぶりに京橋～七条間ノンストップ特急（快速特急）が復活するとともに、淀屋橋発の快速急行が設定された。同改正後、1番線を使用する定期列車は平日ダイヤの8:36到着の普通のみとなった。この列車は到着後回送となるため、1番線から発車する営業列車は消滅した。
- 2017年2月25日に実施されたダイヤ改正では、17年ぶりに平日の京橋～七条間ノンストップ特急（快速特急）が復活するとともに、特急停車駅（枚方市・樟葉・中書島・丹波橋）の停車の電車数を補うために設定されていた快速急行が急行に、夕方の中之島発快速急行が淀屋橋発に、また淀屋橋発準急が中之島発に、それぞれ変更された。また、前回ダイヤでは唯一の1番線到着列車であった平日朝の普通について、到着後回送になっていたものを普通出町柳ゆきとして折り返すように変更したため、1本のみだが1番線出発列車が復活した。
- 2018年9月15日のダイヤ改正からは従来の普通出町柳行に加え、準急出町柳行のうち1本が1番線から発車するようになった。
- 2025年4月時点のダイヤでは平日午前7時台から9時台の普通2本、区間急行1本、準急1本のみが1番線から発車する[38]。

### 特徴的な乗客向け案内
乗降分離扱い
長い間、特急や快速特急では、当駅到着時に通常の停止位置より手前で停車し乗客を降車させた後、乗車位置まで列車を移動させる乗降分離扱いがなされていた。また、車両を移動する間にはクロスシート車における座席一斉転換などの車内整理 も行っていた。このとき、ホームでは乗車待ちの乗客に対して乗車位置で待つようアナウンスがなされていた。これは当駅がターミナル駅であるにもかかわらず幅の狭い島式ホームであるなど旅客収容能力に余裕がないため、乗降客を円滑にさばく必要があることから整列乗車を促す目的もあった。同様の扱いは平日ラッシュ時における快速急行・急行・準急でも実施されていた。2017年2月25日のダイヤ改正日から淀屋橋・出町柳駅における車内整理のための列車移動が廃止され、直接乗車位置まで列車が来て停車し、車内整理（車内清掃、座席転換等）後にそのまま乗車できる形に変更された。
発車メロディー
発車メロディは1971年から使用されている。発車時には向谷実作曲によるメロディが流れるが、これは2007年6月17日の運行管理システム更新時から導入されたものである（それ以前は特急列車の場合、童謡の『牛若丸』をアレンジしたものが使用されていた。また、特急列車以外では樟葉駅や出町柳駅などの始発列車が設定されている駅と同じ曲が使用されていた）。
4番線への列車の発着の際、必ず1番線を通過する必要があるため、その際当番線上では列車の通過に注意を促す案内放送が専用の接近表示器から流れる。

### 備考
- 開業当初は当駅まで運行できる本数は最大1時間当たり24本であったが、信号設備の変更（進路トリガ構成の変更）を行ったため、現在では最大1時間当たり29本まで設定可能となった。
- 駅構内に、京阪本線の淀屋橋延伸記念碑が設置されている。
- 当駅開業時の最終列車は1時30分発（普通・守口市駅行）であり、現行ダイヤよりも1時間以上遅かった。
- 3・4番線の油圧式車止めと壁の向こう側には同じ高さに御堂筋線が存在するため、当駅からの延伸は（平面交差となることから）大規模な改築を行わない限り物理的に不可能である。なお、地下鉄駅は当駅の終端側に位置しているが、互いに交差しない位置にある。
- 当駅のビルの最上階の看板には「京都・びわ湖へ　京阪特急」の表示がある。琵琶湖の近くには京阪大津線が走っている[注 5]。
- トイレは西改札口近くの改札外にあり、改札内には存在しない。
- 京阪中之島線のなにわ橋駅は徒歩圏内にあるが大江橋駅同様地下では結ばれていない。なお、なにわ橋駅は北浜駅も徒歩圏内にある。

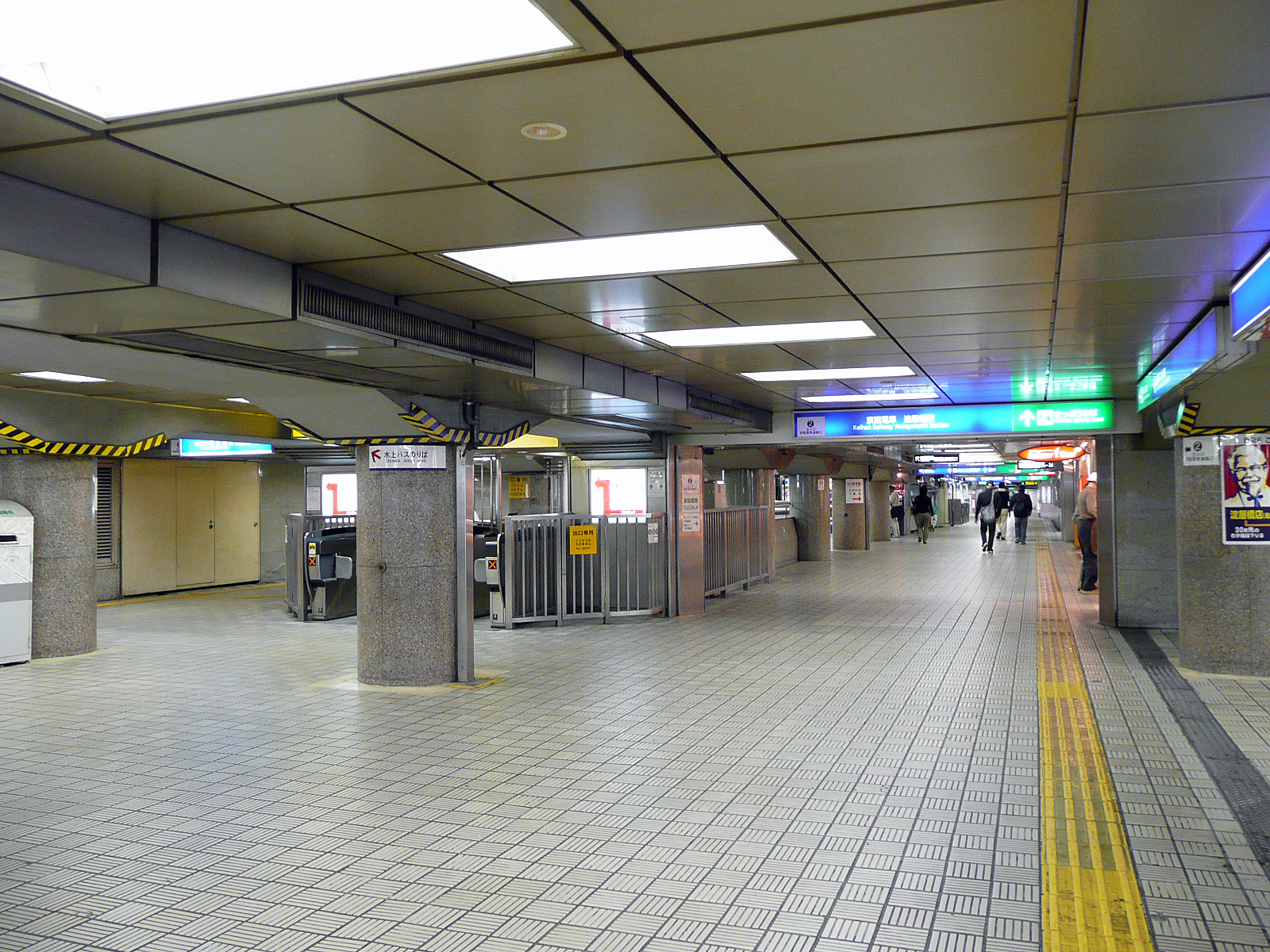
京阪のコンコース（2007年）

## 利用状況

### Osaka Metro
2024年11月12日の1日乗降人員は210,180人（乗車人員：102,504人、降車人員：107,676人）である。同社の駅では梅田駅、難波駅、天王寺駅に次ぐ第4位の乗降人員である。
Osaka Metroの1路線の駅では梅田駅に次いで2位、全国の地下鉄の駅でも他路線への直通客を含まない1路線の数としては御堂筋線梅田駅、千代田線北千住駅に次ぐ日本第3位である。
各年度の特定日における利用状況は下表の通りである。なお1969・1995年度の記録についてはそれぞれ1970・1996年に行われた調査であるが、会計年度上表中に記載の年度となる。
| 年度               | 調査日   | 乗車人員 | 降車人員 | 乗降人員 | 出典          | 出典          |
| 年度               | 調査日   | 乗車人員 | 降車人員 | 乗降人員 | メトロ        | 大阪府        |
| ------------------ | -------- | -------- | -------- | -------- | ------------- | ------------- |
| 1966年（昭和41年） | 11月08日 | 109,857  | 117,857  | 227,714  |               | [ 大阪府 1 ]  |
| 1967年（昭和42年） | 11月14日 | 108,955  | 119,270  | 228,225  |               | [ 大阪府 2 ]  |
| 1968年（昭和43年） | 11月12日 | 113,962  | 122,375  | 236,337  |               | [ 大阪府 3 ]  |
| 1969年（昭和44年） | 01月27日 | 114,251  | 123,995  | 238,246  |               | [ 大阪府 4 ]  |
| 1970年（昭和45年） | 11月06日 | 127,012  | 143,129  | 270,141  |               | [ 大阪府 5 ]  |
| 1972年（昭和47年） | 11月14日 | 126,736  | 134,997  | 261,733  |               | [ 大阪府 6 ]  |
| 1975年（昭和50年） | 11月07日 | 131,523  | 140,900  | 272,423  |               | [ 大阪府 7 ]  |
| 1977年（昭和52年） | 11月18日 | 128,026  | 137,838  | 265,864  |               | [ 大阪府 8 ]  |
| 1981年（昭和56年） | 11月10日 | 134,610  | 141,056  | 275,666  |               | [ 大阪府 9 ]  |
| 1985年（昭和60年） | 11月12日 | 134,951  | 141,149  | 276,100  |               | [ 大阪府 10 ] |
| 1987年（昭和62年） | 11月10日 | 142,257  | 149,456  | 291,713  |               | [ 大阪府 11 ] |
| 1990年（平成02年） | 11月06日 | 141,738  | 146,727  | 288,465  |               | [ 大阪府 12 ] |
| 1995年（平成07年） | 02月15日 | 126,841  | 134,455  | 261,296  |               | [ 大阪府 13 ] |
| 1998年（平成10年） | 11月10日 | 112,669  | 120,423  | 233,092  |               | [ 大阪府 14 ] |
| 2007年（平成19年） | 11月13日 | 109,890  | 117,702  | 227,592  |               | [ 大阪府 15 ] |
| 2008年（平成20年） | 11月11日 | 109,575  | 116,191  | 225,766  |               | [ 大阪府 16 ] |
| 2009年（平成21年） | 11月10日 | 109,955  | 114,538  | 224,493  |               | [ 大阪府 17 ] |
| 2010年（平成22年） | 11月09日 | 104,295  | 110,199  | 214,494  |               | [ 大阪府 18 ] |
| 2011年（平成23年） | 11月08日 | 103,198  | 104,295  | 207,493  |               | [ 大阪府 19 ] |
| 2012年（平成24年） | 11月13日 | 104,580  | 108,775  | 213,355  |               | [ 大阪府 20 ] |
| 2013年（平成25年） | 11月19日 | 103,439  | 109,711  | 213,150  | [ メトロ 1 ]  | [ 大阪府 21 ] |
| 2014年（平成26年） | 11月11日 | 106,154  | 112,613  | 218,767  | [ メトロ 2 ]  | [ 大阪府 22 ] |
| 2015年（平成27年） | 11月17日 | 111,784  | 116,315  | 228,099  | [ メトロ 3 ]  | [ 大阪府 23 ] |
| 2016年（平成28年） | 11月08日 | 111,404  | 115,393  | 226,797  | [ メトロ 4 ]  | [ 大阪府 24 ] |
| 2017年（平成29年） | 11月14日 | 111,139  | 117,583  | 228,722  | [ メトロ 5 ]  | [ 大阪府 25 ] |
| 2018年（平成30年） | 11月13日 | 113,107  | 118,993  | 232,100  | [ メトロ 6 ]  | [ 大阪府 26 ] |
| 2019年（令和元年） | 11月12日 | 113,443  | 119,288  | 232,731  | [ メトロ 7 ]  | [ 大阪府 27 ] |
| 2020年（令和02年） | 11月10日 | 87,299   | 91,470   | 178,769  | [ メトロ 8 ]  | [ 大阪府 28 ] |
| 2021年（令和03年） | 11月16日 | 86,117   | 91,124   | 177,241  | [ メトロ 9 ]  | [ 大阪府 29 ] |
| 2022年（令和04年） | 11月15日 | 92,216   | 97,291   | 189,507  | [ メトロ 10 ] | [ 大阪府 30 ] |
| 2023年（令和05年） | 11月07日 | 96,751   | 102,666  | 199,417  | [ メトロ 11 ] | [ 大阪府 31 ] |
| 2024年（令和06年） | 11月12日 | 102,504  | 107,676  | 210,180  | [ メトロ 12 ] |               |

### 京阪電気鉄道
2023年（令和5年）度の1日当たりの利用者数は81,442人。京阪電車の駅では京橋駅に次ぐ第2位の乗降人員である。

#### 大阪府・大阪市の統計データ
大阪府統計年鑑では各年度の特定日の利用状況が、大阪市統計書では1日平均乗車人員がそれぞれ公表されている。下表を参照。
2007年度調査時の乗降人員は126,934人であったが、中之島線開業後の2009年11月10日の調査では106,225人に減り、中之島 - 大江橋間各駅の合計利用者が24,512人と同線に2万人以上が移行した。
| 年度               | 特定日利用状況 | 特定日利用状況 | 特定日利用状況 | 1日平均 乗車人員 | 出典          | 出典         |
| 年度               | 乗車人員       | 降車人員       | 乗降人員       | 1日平均 乗車人員 | 大阪府        | 大阪市       |
| ------------------ | -------------- | -------------- | -------------- | ---------------- | ------------- | ------------ |
| 1966年（昭和41年） | 62,055         | -              | -              | -                | [ 大阪府 1 ]  | -            |
| 1967年（昭和42年） | 64,843         | -              | -              | -                | [ 大阪府 2 ]  | -            |
| 1968年（昭和43年） | 68,284         | -              | -              | -                | [ 大阪府 3 ]  | -            |
| 1969年（昭和44年） | 73,276         | -              | -              | -                | [ 大阪府 4 ]  | -            |
| 1970年（昭和45年） | 72,399         | -              | -              | -                | [ 大阪府 5 ]  | -            |
| 1971年（昭和46年） | 71,550         | -              | -              | -                | [ 大阪府 32 ] | -            |
| 1972年（昭和47年） | 74,605         | -              | -              | -                | [ 大阪府 6 ]  | -            |
| 1973年（昭和48年） | 74,619         | -              | -              | -                | [ 大阪府 33 ] | -            |
| 1974年（昭和49年） | 79,672         | -              | -              | -                | [ 大阪府 34 ] | -            |
| 1975年（昭和50年） | 75,909         | -              | -              | -                | [ 大阪府 7 ]  | -            |
| 1976年（昭和51年） | 78,180         | -              | -              | -                | [ 大阪府 35 ] | -            |
| 1977年（昭和52年） | 78,653         | -              | -              | -                | [ 大阪府 8 ]  | -            |
| 1978年（昭和53年） | 77,994         | -              | -              | -                | [ 大阪府 36 ] | -            |
| 1979年（昭和54年） | 81,096         | -              | -              | -                | [ 大阪府 37 ] | -            |
| 1980年（昭和55年） | 80,872         | -              | -              | -                | [ 大阪府 38 ] | -            |
| 1981年（昭和56年） | 84,194         | -              | -              | -                | [ 大阪府 9 ]  | -            |
| 1982年（昭和57年） | 84,967         | 80,450         | 165,417        | -                | [ 大阪府 39 ] | -            |
| 1983年（昭和58年） | 85,958         | 81,625         | 167,583        | -                | [ 大阪府 40 ] | -            |
| 1984年（昭和59年） | 87,866         | 82,785         | 170,651        | -                | [ 大阪府 41 ] | -            |
| 1985年（昭和60年） | 87,230         | 78,788         | 166,018        | -                | [ 大阪府 10 ] | -            |
| 1986年（昭和61年） | 88,396         | 83,437         | 171,833        | -                | [ 大阪府 42 ] | -            |
| 1987年（昭和62年） | 93,220         | 88,489         | 181,709        | -                | [ 大阪府 11 ] | -            |
| 1988年（昭和63年） | 93,477         | 88,774         | 182,251        | -                | [ 大阪府 43 ] | -            |
| 1989年（平成元年） | 94,276         | 88,905         | 183,181        | -                | [ 大阪府 44 ] | -            |
| 1990年（平成02年） | 96,166         | 90,933         | 187,099        | -                | [ 大阪府 12 ] | -            |
| 1991年（平成03年） | -              | -              | -              | -                | [ 大阪府 45 ] | -            |
| 1992年（平成04年） | 99,067         | 92,790         | 191,857        | -                | [ 大阪府 46 ] | -            |
| 1993年（平成05年） | -              | -              | -              | -                | [ 大阪府 47 ] | -            |
| 1994年（平成06年） | -              | -              | -              | -                | [ 大阪府 48 ] | -            |
| 1995年（平成07年） | 94,361         | 88,062         | 182,423        | -                | [ 大阪府 13 ] | -            |
| 1996年（平成08年） | -              | -              | -              | -                | [ 大阪府 49 ] | -            |
| 1997年（平成09年） | -              | -              | -              | -                | [ 大阪府 50 ] | -            |
| 1998年（平成10年） | 76,837         | 69,560         | 146,397        | -                | [ 大阪府 14 ] | -            |
| 1999年（平成11年） | -              | -              | -              | -                | [ 大阪府 51 ] | -            |
| 2000年（平成12年） | 72,808         | 67,717         | 140,525        | -                | [ 大阪府 52 ] | -            |
| 2001年（平成13年） | -              | -              | -              | 76,201           | [ 大阪府 53 ] | [ 大阪市 1 ] |
| 2002年（平成14年） | 69,926         | 64,688         | 134,614        | 74,203           | [ 大阪府 54 ] | [ 大阪市 1 ] |
| 2003年（平成15年） | 67,625         | 61,957         | 129,582        | 72,815           | [ 大阪府 55 ] | [ 大阪市 1 ] |
| 2004年（平成16年） | 68,795         | 63,239         | 132,034        | 71,702           | [ 大阪府 56 ] | [ 大阪市 1 ] |
| 2005年（平成17年） | 68,391         | 62,823         | 131,214        | 71,678           | [ 大阪府 57 ] | [ 大阪市 1 ] |
| 2006年（平成18年） | 65,900         | 60,420         | 126,320        | 69,178           | [ 大阪府 58 ] | [ 大阪市 1 ] |
| 2007年（平成19年） | 66,076         | 60,858         | 126,934        | 68,216           | [ 大阪府 15 ] | [ 大阪市 1 ] |
| 2008年（平成20年） | 58,552         | 52,724         | 111,276        | 67,724           | [ 大阪府 16 ] | [ 大阪市 1 ] |
| 2009年（平成21年） | 56,005         | 50,220         | 106,225        | 66,318           | [ 大阪府 17 ] | [ 大阪市 1 ] |
| 2010年（平成22年） | 56,664         | 49,016         | 105,680        | 57,441           | [ 大阪府 18 ] | [ 大阪市 1 ] |
| 2011年（平成23年） | 54,799         | 48,572         | 103,371        | 57,517           | [ 大阪府 19 ] | [ 大阪市 1 ] |
| 2012年（平成24年） | 54,801         | 48,847         | 103,648        | 56,242           | [ 大阪府 20 ] | [ 大阪市 1 ] |
| 2013年（平成25年） | 55,191         | 48,955         | 104,146        | 57,243           | [ 大阪府 21 ] | [ 大阪市 1 ] |
| 2014年（平成26年） | 56,918         | 50,845         | 107,763        | 58,265           | [ 大阪府 22 ] | [ 大阪市 1 ] |
| 2015年（平成27年） | 56,320         | 51,006         | 107,326        | 59,759           | [ 大阪府 23 ] | [ 大阪市 1 ] |
| 2016年（平成28年） | 55,708         | 49,913         | 105,621        | 59,538           | [ 大阪府 24 ] | [ 大阪市 1 ] |
| 2017年（平成29年） | 58,432         | 52,125         | 110,557        | 61,307           | [ 大阪府 25 ] | [ 大阪市 1 ] |
| 2018年（平成30年） | 58,147         | 52,012         | 110,159        | 61,738           | [ 大阪府 26 ] | [ 大阪市 1 ] |
| 2019年（令和元年） | 58,477         | 52,243         | 110,720        | 61,542           | [ 大阪府 27 ] | [ 大阪市 2 ] |
| 2020年（令和02年） | 44,773         | 40,024         | 84,797         | 42,346           | [ 大阪府 28 ] | [ 大阪市 3 ] |
| 2021年（令和03年） | 42,493         | 38,442         | 80,935         | 43,265           | [ 大阪府 29 ] | [ 大阪市 4 ] |
| 2022年（令和04年） | 46,200         | 42,003         | 88,203         | 47,309           | [ 大阪府 30 ] | [ 大阪市 5 ] |
| 2023年（令和05年） | 50,773         | 45,575         | 96,348         | 51,566           | [ 大阪府 31 ] | [ 大阪市 6 ] |

## 駅周辺
駅周辺は地域名で淀屋橋と呼ばれる。隣の北浜駅とは地下通路で繋がっている。
中之島（北区）側には大阪市役所、日本銀行大阪支店が、北浜・船場（中央区）側には日本生命本社が所在するほか、住友ビルディング（三井住友銀行大阪本店ビル）を中心に住友グループ（旧住友財閥）各社のビルが立ち並ぶ通称「住友村」が広がり、また大阪市の関係機関などのビルが集積しているなど、駅周辺は梅田と並ぶ大阪の代表的なオフィス街・中心業務地区（CBD）である。目抜き通りである御堂筋を中心に多数のオフィスビルが立ち並ぶ。また、橋の南側に位置する淀屋橋交差点に面した土地は、大阪市の中でも非常に高水準の地価となっている。
地下鉄淀屋橋駅周辺では、淀屋橋駅東地区都市再生事業（中央日本土地建物所有の「日土地淀屋橋ビル」と京阪ホールディングス所有の「京阪御堂筋ビル」を一体的に再開発。2025年竣工予定）及び淀屋橋駅西地区第一種市街地再開発事業（ミズノ旧本店ビル（1927年完成、後にミズノ淀屋橋店（2021年6月閉店予定））が解体され、2025年までに28階建ての高層ビルが建設される）など再開発が進んでいる。
- 大江橋駅 - 当駅の北側にある中之島線の駅。大江橋駅を経由する定期券を所持していれば、当駅でも入・出場できる。

## バス路線
大阪シティバスの淀屋橋停留所は、御堂筋の大阪市役所前に淀屋橋（市役所前）、土佐堀通の新・大阪信愛ビル前に淀屋橋（東）、土佐堀通の住友ビル本館前に淀屋橋（西）と3ヶ所に分かれて設置され、それぞれ副称が付けられている。大阪シティバス8号系統では淀屋橋（市役所前）停留所のほか、御堂筋の大阪ガス御堂筋東ビル前に設置されている道修町停留所もOsaka Metro淀屋橋駅（11号出入口）に近接する。
| のりば                | 系統 | 行先       | 担当 |
| --------------------- | ---- | ---------- | ---- |
| 市役所前              | 8    | なんば     | 中津 |
| 市役所前→東（東行き） | 62   | 住吉車庫前 | 住吉 |
| 東（西行き）→西       | 62   | 大阪駅前   | 住吉 |
| 西                    | 88   | 天保山     | 鶴町 |

大阪シティバスの淀屋橋（西）停留所と同じ場所に、北港観光バスの中之島ループバス「ふらら」が発着していた淀屋橋停留所が設置されているが、2023年7月10日のJR大阪駅西口停留所発着への変更に伴い、中之島ループバス「ふらら」の淀屋橋停留所は休止となっている。

## 隣の駅
大阪市高速電気軌道 (Osaka Metro)
 御堂筋線
梅田駅 (M16) - 淀屋橋駅 (M17) - 本町駅 (M18)
京阪電気鉄道
京阪本線（種別を問わず京橋駅まで各駅に停車）
■快速特急「洛楽」・□ライナー・■特急・■通勤快急・■快速急行・■急行・■通勤準急・■準急・■区間急行・■普通
淀屋橋駅 (KH01) - 北浜駅 (KH02)
※通勤快急・通勤準急は到着列車のみ。
- 括弧内は駅番号を示す。

### 記事本文